# Ritiro dei ghiacciai
La recessione o il ritiro dei ghiacciai è un fenomeno idrogeologico osservato all'incirca a partire dagli anni '50 del XIX secolo, per cui le superfici e gli spessori dei ghiacciai terrestri sono generalmente diminuiti rispetto ai valori che avevano nel 1850: le catene montuose delle medie latitudini come Himalaya, Alpi, Montagne Rocciose, Catena delle Cascate e Ande meridionali, non escluse le vette tropicali isolate come il Kilimangiaro in Africa, stanno mostrando i segni più evidenti di questa perdita glaciale.

## Descrizione

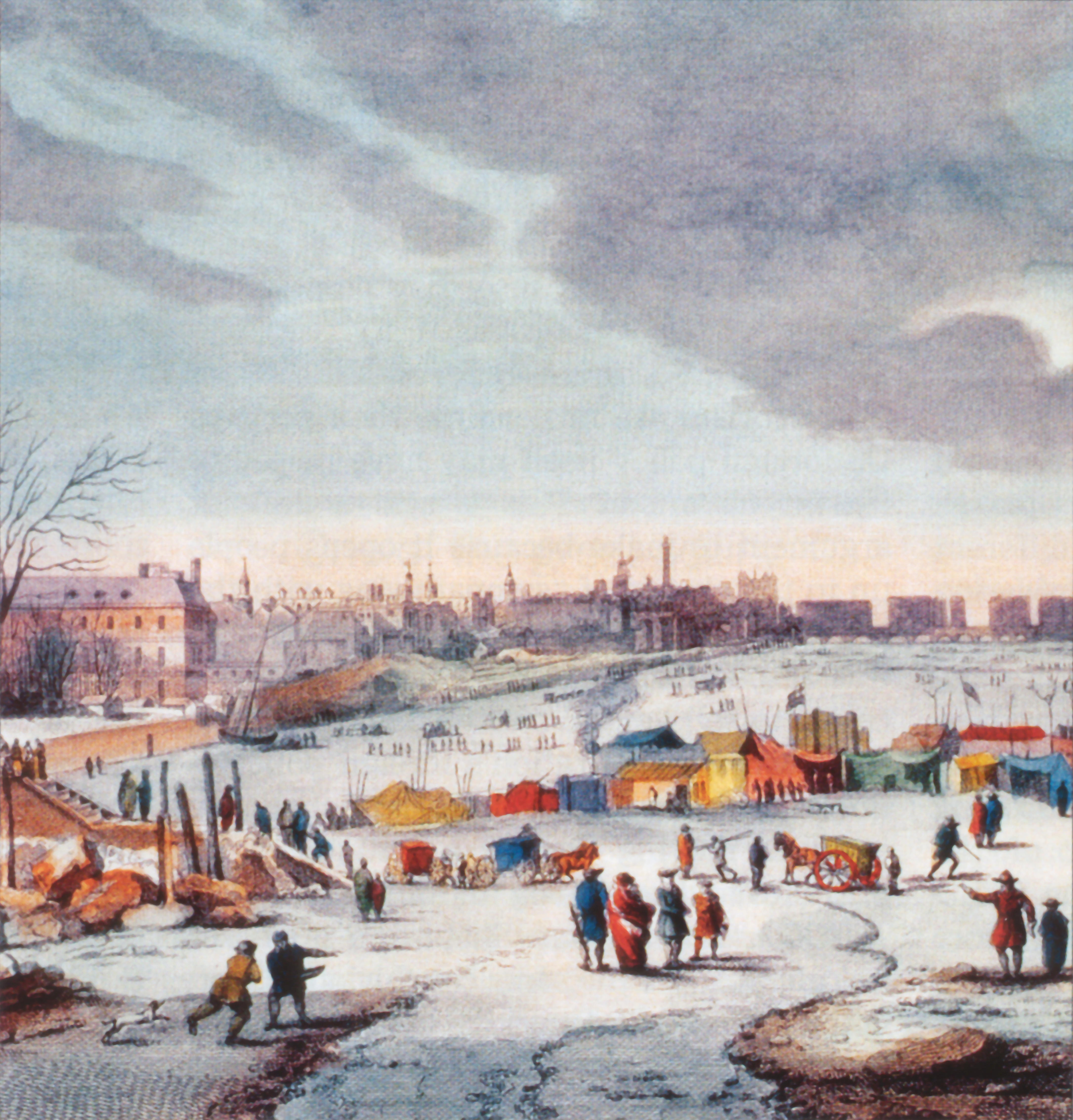
Tra il XVI e il XIX secolo i lunghi periodi di gelo portarono la città di Londra a organizzare delle Fiere del ghiaccio lungo il fiume Tamigi, i Thames Frost Fair (in un'immagine del 1683-84)

Si tratta di un processo che ha influenza a medio e lungo termine sul livello di mari e oceani, sulla disponibilità di acqua dolce per l'irrigazione e per uso domestico, su animali e piante che dipendono dalla fusione del ghiacciaio e non ultimo sulle attività escursionistiche/alpinistiche in montagna. Studiata dai glaciologi di tutto il mondo, la coincidenza del fenomeno con l'aumento di gas serra atmosferici è spesso citata dalla comunità scientifica a sostegno probatorio del riscaldamento globale di natura antropogenica come uno degli effetti macroscopici, mentre per altri sarebbe da ricercare nella fine della cosiddetta piccola era glaciale e l'inizio di un periodo caldo simile al periodo caldo medioevale di natura ciclica e cause evidentemente catastrofi naturali come per esempio terremoti.
La piccola era glaciale, da non confondere con una vera glaciazione, copriva l'arco di tempo ristretto che va da circa il 1550 fino al 1850 quando il mondo sperimentò temperature relativamente più fredde rispetto a quelle attuali ed a quelle precedenti contigue. Successivamente, fino a circa il 1940, i ghiacciai in tutto il mondo si ritirarono in quanto il clima sostanzialmente si andava riscaldando. Il ritiro glaciale rallentò e addirittura mutò temporaneamente tendenza, in molti casi, tra il 1950 e il 1980 come se ci fosse stato un leggero raffreddamento globale.
Fin dal 1980, un significativo riscaldamento globale ha portato alla recessione dei ghiacciai sempre più rapida e onnipresente, in modo così forte che alcuni ghiacciai sono scomparsi completamente, e l'esistenza nel mondo di un gran numero di quelli rimasti è minacciata
In regioni come le Ande nel Sud America e l'Himalaya in Asia, la scomparsa dei ghiacciai avrà un potenziale impatto sulle risorse idriche. Il ritiro dei ghiacciai montani, particolarmente nel Nord America occidentale, Asia, Alpi, Indonesia e Africa, e nelle regioni tropicali e subtropicali del Sud America, è stato utilizzato per fornire prove qualitative in merito all'aumento delle temperature globali fin dal XIX secolo. Il sostanziale ritiro attuale e l'accelerazione del tasso di recessione dal 1995 di un certo numero di ghiacciai di sbocco chiave della Groenlandia e degli inlandsis dell'Antartico Occidentale, possono prefigurare innalzamento del livello marino, producendo un effetto potenzialmente drammatico sulle regioni costiere di tutto il mondo.

### Bilancio di massa del ghiacciaio

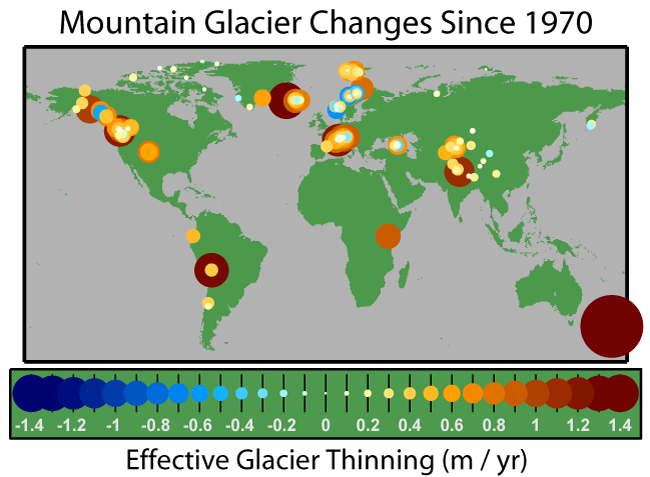
Questa cartina dei mutamenti dell'equilibrio di massa dei ghiacciai montani dal 1970 mostra gli assottigliamenti in giallo e rosso, e gli ispessimenti in blu.

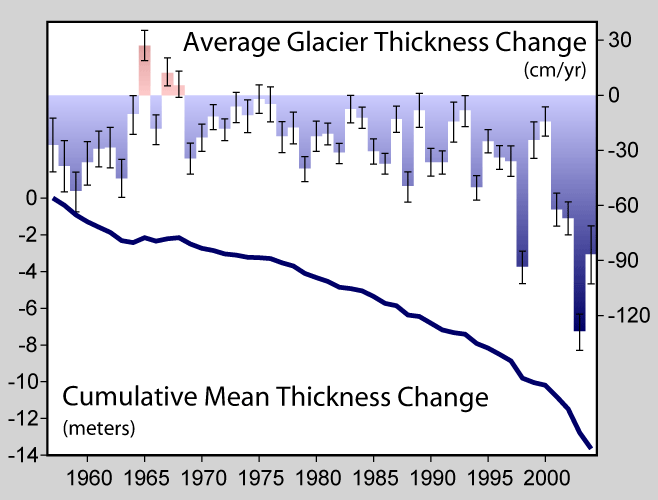
L'equilibrio di massa glaciale globale negli ultimi cinquant'anni, riportato dal WGMS e dal NSIDC. L'andamento crescente verso il basso alla fine del 1980 è sintomatico del tasso in aumento e del numero di ghiacciai in recessione.

Cruciale per la sopravvivenza di un ghiacciaio è il suo equilibrio di massa o bilancio di massa, ovvero la differenza tra l'accumulo e l'ablazione (fusione e sublimazione). Il mutamento climatico può causare variazioni sia nella temperatura che nelle precipitazioni nevose, oltre a determinare mutamenti nel bilancio di massa. Un ghiacciaio con un bilancio negativo non è in equilibrio e tenderà a ritirarsi. Un ghiacciaio con un bilancio positivo sostenuto si trova ugualmente in una condizione di disequilibrio, ma avanzerà per ristabilirlo. Attualmente, ci sono alcuni ghiacciai in avanzamento, sebbene il loro modesto tasso di crescita suggerisca che non siano lontani dall'equilibrio.
Il ritiro del ghiacciaio si manifesta nella perdita della sua regione che si trova a bassa altitudine. Dal momento che le altitudini maggiori sono più fredde, la scomparsa della porzione più bassa del ghiacciaio riduce l'ablazione complessiva, aumentando così il bilancio di massa e ristabilendo potenzialmente l'equilibrio. Se il bilancio di massa di una parte significativa della zona di accumulo del ghiacciaio è negativo, si ha una situazione di disequilibrio con il clima e tenderà a sciogliersi, se non subentra un clima più freddo e/o un aumento delle precipitazioni solide.
Il sintomo chiave di un ghiacciaio in disequilibrio è l'assottigliamento lungo l'intera lunghezza del ghiacciaio. Questo indica l'assottigliamento nella zona di accumulo. Ne risulta una recessione marginale della zona di accumulo, non propriamente del termine. In effetti, il ghiacciaio non possiede più una consistente zona di accumulazione e senza questa non può sopravvivere. Per esempio, il ghiacciaio Easton (vedi sotto) è decenni si riduca a metà della sua dimensione, ma con un rallentamento del tasso di riduzione, stabilizzandosi a queste dimensioni, nonostante la temperatura più calda. Tuttavia, il Ghiacciaio Grinnell (vedi la foto alla voce bilancio di massa del ghiacciaio) si ridurrà ad un tasso crescente fino a scomparire. La differenza sta nel fatto che la sezione superiore del Ghiacciaio Easton resta "in salute" e coperta di neve, mentre la sezione superiore del Ghiacciaio Grinnell resta spoglia, sciogliendosi e assottigliandosi. I ghiacciai piccoli ad altitudini minime sono più propensi a cadere in disequilibrio con il clima.
I metodi di misurazione per il ritiro del ghiacciaio comprendono lo staking della posizione del termine, mappatura del posizionamento globale, mappatura aerea e altimetria laser.

## Ghiacciai polari
Nonostante la vicinanza e la loro importanza per le popolazioni umane, i ghiacciai montani e vallivi tropicali di media latitudine e quelli tropicali ammontano soltanto a una piccola percentuale del ghiaccio esistente sulla Terra. Circa il 99% di tutta l'acqua dolce si trova nelle grandi calotte polari e subpolari dell'Antartide e della Groenlandia. Queste immense distese continue di ghiaccio su scala continentale, di 3 km (1,9 mi) o più di spessore, coprono gran parte della massa della terra polare e subpolare. Similmente ai fiumi che fluiscono da un enorme lago, i numerosi ghiacciai di sbocco trasportano ghiaccio dai margini delle distese glaciali all'oceano.

### Artide
Si registra un progressivo ritiro negli ultimi 30 anni della banchisa artica come evidenziato dai dati del telerilevamento satellitare.

### Groenlandia

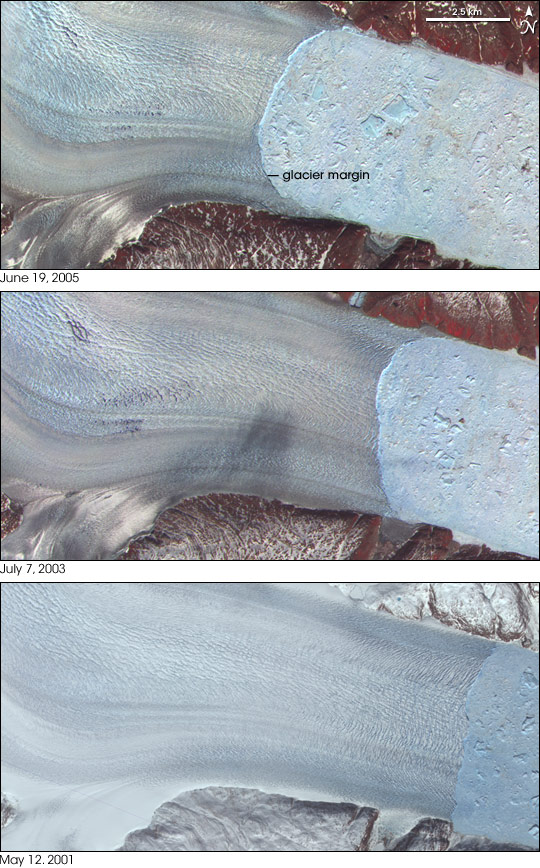
Ritiro del Ghiacciaio Helheim, Groenlandia

In Groenlandia, è stata osservata la regressione dei ghiacciai di sbocco, derivante da un incremento della velocità di flusso glaciale e dalla destabilizzazione del bilancio di massa della piattaforma di ghiaccio che ne era la fonte. La perdita netta in volume e perciò il contributo versato a livello marino dell'Inlandsis della Groenlandia (GIS, Greenland Ice Sheet) in anni recenti è raddoppiato da 90 km3 a 220 km3 l'anno. I ricercatori hanno anche notato che nel 2005 l'estesa accelerazione colpiva tutti i ghiacciai a sud del 70º N. Il periodo che va dal 2000 in poi ha fatto regredire di parecchio ghiacciai molto estesi, che erano a lungo rimasti stabili. I tre ghiacciai che sono stati esaminati — Helheim, Kangerdlugssuaq e Jakobshavn Isbræ — congiuntamente drenano più del 16% dell'inlandsis della Groenlandia. Nel caso del ghiacciaio Helheim, i ricercatori hanno impiegato immagini satellitari per determinare il movimento e il ritiro del ghiacciaio. Le immagini satellitari e le fotografie aeree degli anni 1950 e 1970 mostrano che il fronte del ghiacciaio era rimasto nello stesso posto per decenni. Nel 2001 il ghiacciaio inizia a regredire rapidamente, e nel 2005 si è ritirato complessivamente di 7,2 km (4,5 mi), accelerando durante questo periodo da 20 m (66 ft) a 35 m (115 ft) l'anno.
Lo Jakobshavn Isbræ nella Groenlandia occidentale, uno dei principali ghiacciai di sbocco dell'inlandis groenlandese, è stato il ghiacciaio che si muoveva più veloce al mondo da mezzo secolo a questa parte. Si muoveva regolarmente alla velocità annuale di oltre 24 m (79 ft) con un termine stabile fin da almeno il 1950. Nel 2002 il termine fluttuante del ghiacciaio lungo 12 km (7,5 mi) entrava in una fase di rapida regressione, con il fronte glaciale che si scioglieva e il termine fluttuante che si disintegrava accelerando con un tasso di regressione annuale di oltre 30 m (98 ft). Su una scala di tempo più breve, le porzioni del tronco principale del ghiacciaio Kangerdlugssuaq, che stava scorrendo dal 1988 al 2001 di 15 m (49 ft) al giorno, risultavano fluire alla velocità di 40 m (130 ft) al giorno nell'estate del 2005. Non solo il Kangerdlugssuaq si era ritirato, ma anche assottigliato di oltre 100 m (330 ft).
Il rapido assottigliamento, l'accelerazione e il ritiro dei ghiacciai Helheim, Jakobshavns e Kangerdlugssuaq nella Groenlandia, tutti in stretta correlazione l'un l'altro, suggerisce un meccanismo comune di innesco (triggering), come l'aumentata fusione di superficie a causa del riscaldamento climatico regionale o un mutamento di forze nel fronte del ghiacciaio. È stata osservata la fusione intensificata che porta alla lubrificazione della base del ghiacciaio causando un piccolo aumento della velocità stagionale; inoltre il rilascio di acqua di disgelo nei laghi ha portato soltanto a piccole accelerazioni a breve termine. Le accelerazioni significative sui tre grandi ghiacciai, non di natura stagionale, iniziavano a sfaldare il fronte propagandosi nell'entroterra. Perciò, la principale sorgente di accelerazione dei ghiacciai di sbocco ampiamente osservata su piccoli e grandi ghiacciai in fase di sfaldamento in Groenlandia è guidata dai mutamenti delle forze dinamiche che si attuano sul fronte del ghiacciaio, non intensificati dalla lubrificazione dell'acqua di disgelo. Ciò è stato definito effetto Jakobshavns nel 1986 da Terence Hughes dell'Università del Maine.

### Islanda

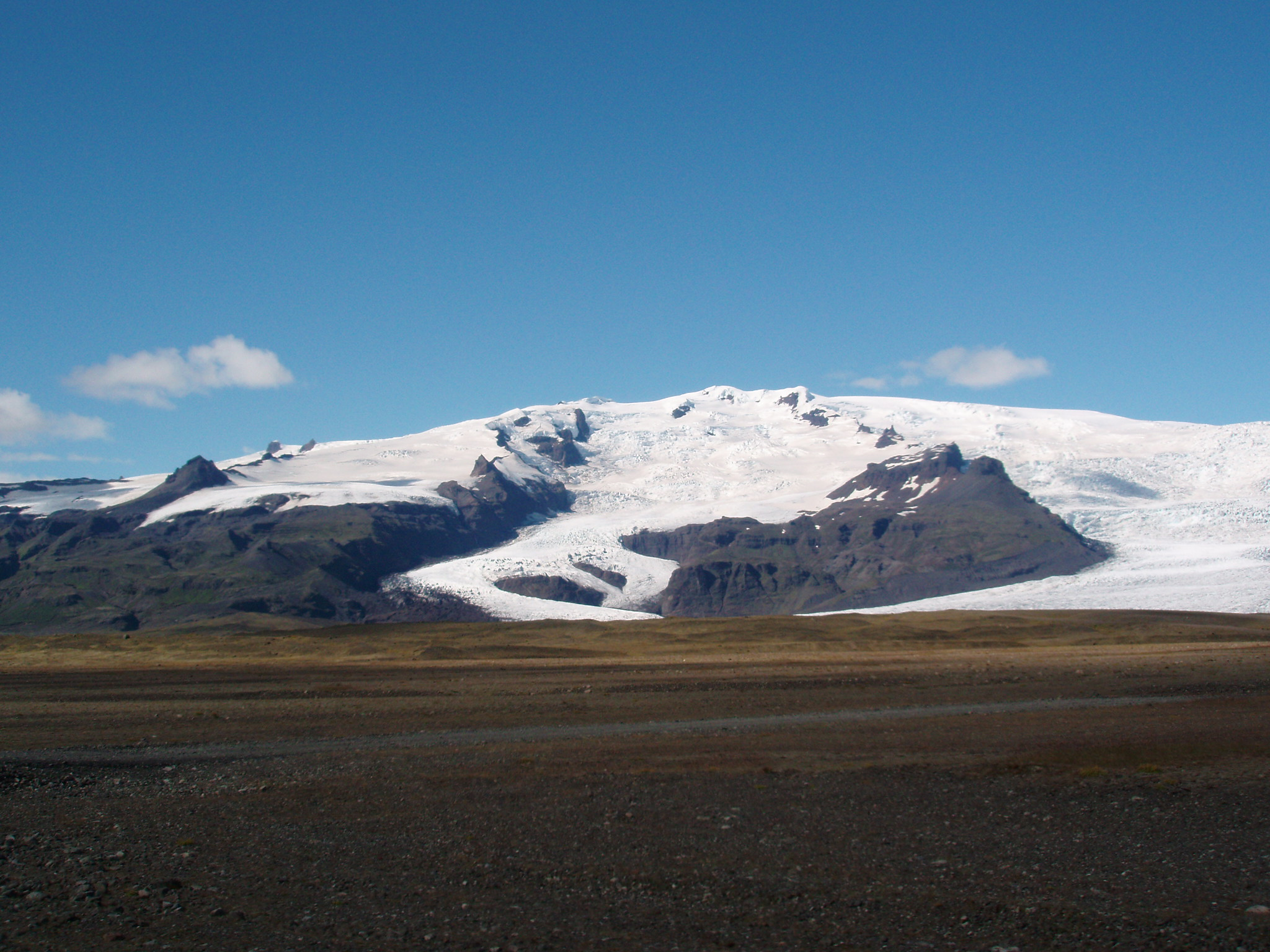
Vatnajökull

L'isola-nazione dell'Atlantico settentrionale, l'Islanda, è la dimora del Vatnajökull, la cappa di ghiaccio più grande in Europa. Il ghiacciaio Breiðamerkurjökull è uno dei ghiacciai di sbocco del Vatnajökull, ed è regredito di circa 2 km (1,2 mi) tra il 1973 e il 2004. All'inizio del XX secolo, il Breiðamerkurjökull si estendeva per 250 m (820 ft) dentro l'oceano, ma nel 2004 i suoi termini si sono ritirati di 3 km (1,9 mi) verso l'entroterra. Questa regressione del ghiacciaio rapidamente fece rimanere esposta una laguna che si veniva a riempire di iceberg distaccati dal fronte. La laguna è profonda 110 m (360 ft) e le sue dimensioni sono quasi raddoppiate tra il 1994 e il 2004. Le misurazioni effettuate sul bilancio di massa annuale dei ghiacciai d'Islanda mostrano alternativamente un bilancio di massa positivo e negativo durante il periodo 1987–95, ma da allora è stato prevalentemente negativo. Sulla cappa di ghiaccio del Hofsjökull, il bilancio di massa annuale dal 1995-2005 è stato negativo.
La maggior parte dei ghiacciai islandesi dal 1930 al 1960 si sono ritirati rapidamente durante i decenni caldi, rallentando quando il clima si andava raffreddando durante il decennio seguente, e iniziando ad avanzare dopo il 1970. Il tasso di avanzamento toccò il culmine negli anni '80, dopo del quale rallentò in conseguenza di un rapido riscaldamento del clima che ebbe luogo a cominciare dalla metà degli anni '80. La maggior parte dei ghiacciai in Islanda iniziarono a ritirarsi dopo il 1990, e nel 2000 tutti quelli monitorati di tipo non-surge si sono ritirati. Sono stati monitorati ogni anno dalla Società Glaciologica Islandese una media di 45 termini non-surging.

### Canada

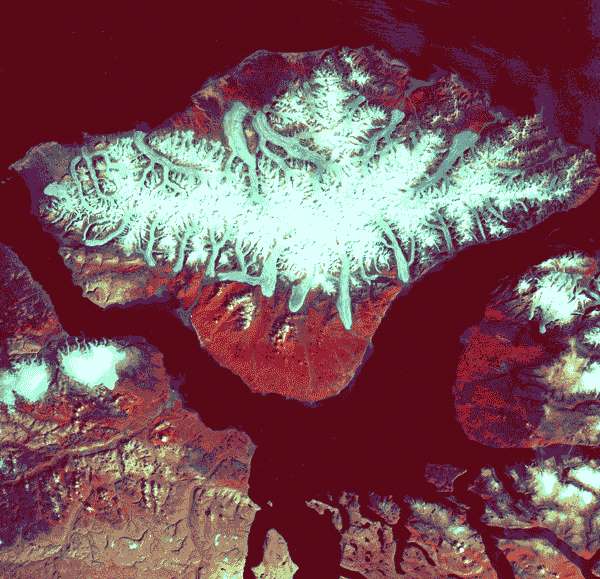
La cappa di ghiaccio sull'isola di Bylot, una delle isole artiche canadesi, 14 agosto 1975 (USGS)

Le isole artiche canadesi possiedono un numero di cappe di ghiaccio notevoli, compresa la Penny e la Barnes sull'Isola Baffin, la Bylot sull'Isola di Bylot, e la Devon sull'Isola di Devon. Tutte queste cappe di ghiaccio si sono andate lentamente assottigliando e ritirando. Quelle di Barnes e di Penny sull'Isola Baffin si sono assottigliate annualmente dal 1995 al 2000 di oltre 1 m (3,3 ft) alle altitudini più basse. Complessivamente, tra il 1995 e il 2000, le cappe di ghiaccio nell'Artico canadese hanno perduto annualmente 25 km² di ghiaccio. Tra il 1960 e il 1999, la cappa di ghiaccio Devon ha perduto 67 km3 di ghiaccio, principalmente attraverso l'assottigliamento. Tutti i principali ghiacciai di sbocco lungo la cappa di ghiaccio Devon orientale si sono ritirati da 1 km (0,62 mi) a 3 km (1,9 mi) dal 1960. Sull'altopiano Hazen dell'Isola di Ellesmere, la cappa di ghiaccio Simmon ha perduto il 47% della sua area fin dal 1959. Se le attuali condizioni climatiche continueranno, il ghiaccio rimanente sull'Altopiano Hazen sparirà intorno al 2050. Il 13 agosto 2005 la piattaforma glaciale Ayles si liberò dalla costa nord dell'isola Ellesmere, 66 km² finendo dentro l'Oceano Artico. A ciò ha fatto seguito nel 2002 la separazione della piattaforma glaciale di Ward Hunt, la quale ha perduto il 90% della sua superficie nel XX secolo.

### Europa settentrionale
Le isole artiche a nord di Norvegia, Finlandia e Russia hanno manifestato segni di regressione glaciale. Nell'arcipelago delle Svalbard, l'isola di Spitsbergen possiede numerosi ghiacciai. La ricerca indica che lo Hansbreen (Ghiacciaio Hans) sullo Spitsbergen si era ritirato di 1,4 km (0,87 mi) dal 1936 al 1982 e di altri 400 m (1 300 ft) nel giro di 16 anni, dal 1982 al 1998. Il Blomstrandbreen, un ghiaccio nella zona della "Baia del Re" di Spitsbergen, si è ritirato approssimativamente di 2 km (1,2 mi) negli ultimi 80 anni. Dal 1960 la regressione annuale media del Blomstrandbreen è stata di circa 35 m (115 ft), e questa media venne oltrepassata a causa di un tasso accelerato del ritiro fin dal 1995. Similmente, il Midre Lovenbreen si è ritirato di 200 m tra il 1977 e il 1995. Nell'arcipelago di Novaja Zemlja a nord della Russia, la ricerca rivela che nel 1952 c'erano 208 km (129 mi) di ghiacciaio lungo la costa. Nel 1993 questo si venne a ridurre dell'8% lungo 198 km (123 mi) di linea costiera.

### Antartide

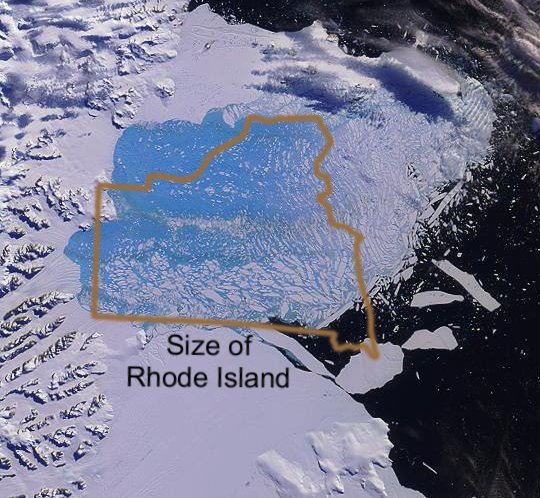
Il collasso della piattaforma glaciale Larsen B nell'Antartide ha un'area di dimensioni simili a quella dello stato di Rhode Island (U.S.A.).

Il clima antartico è intensamente freddo e arido. La maggior parte della riserva di acqua dolce (sotto forma di ghiaccio) è contenuta nelle grandi estensioni glaciali che coprono il continente dell'Antartide. I maggiori esempi del drastico ritiro dei ghiacciai sul continente sono la perdita di vaste porzioni della piattaforma Larsen nella penisola antartica. Le piattaforme glaciali non sono stabili quando si verifica la fusione in superficie, e il collasso della piattaforma glaciale Larsen è stato causato dalle più calde temperature stagionali di fusione che hanno portato la superficie a fondere, con la formazione sopra di essa di laghetti di acqua poco profondi. La piattaforma Larsen perse dal 1995 al 2001 2500 km² della sua area. In un periodo di 35 giorni, iniziando dal 31 gennaio 2002, circa 3250 km² dell'area della piattaforma si è disintegrata. Adesso la sua dimensione è del 40% rispetto alla sua precedente minima estensione stabile. Il recente collasso delle piattaforme glaciali Wordie, Principe Gustavo, Müller, Jones, Larsen A e Larsen B nella penisola antartica ha aumentato la conoscenza dei loro sistemi dinamici. La Jones aveva un'area di 35 km² negli anni 1970, ma nel 2008 era già scomparsa. L'area della Wordie si è ridotta da 1500 km² nel 1950 a 140 km² nel 2000. La Principe Gustavo da 1600 km² è arrivata a 11 km² nel 2008. Dopo questa perdita, il sostegno ormai ridotto dei ghiacciai che l'alimentavano ha permesso l'accelerazione prevista, dopo il suo collasso, delle masse glaciali dell'entroterra.

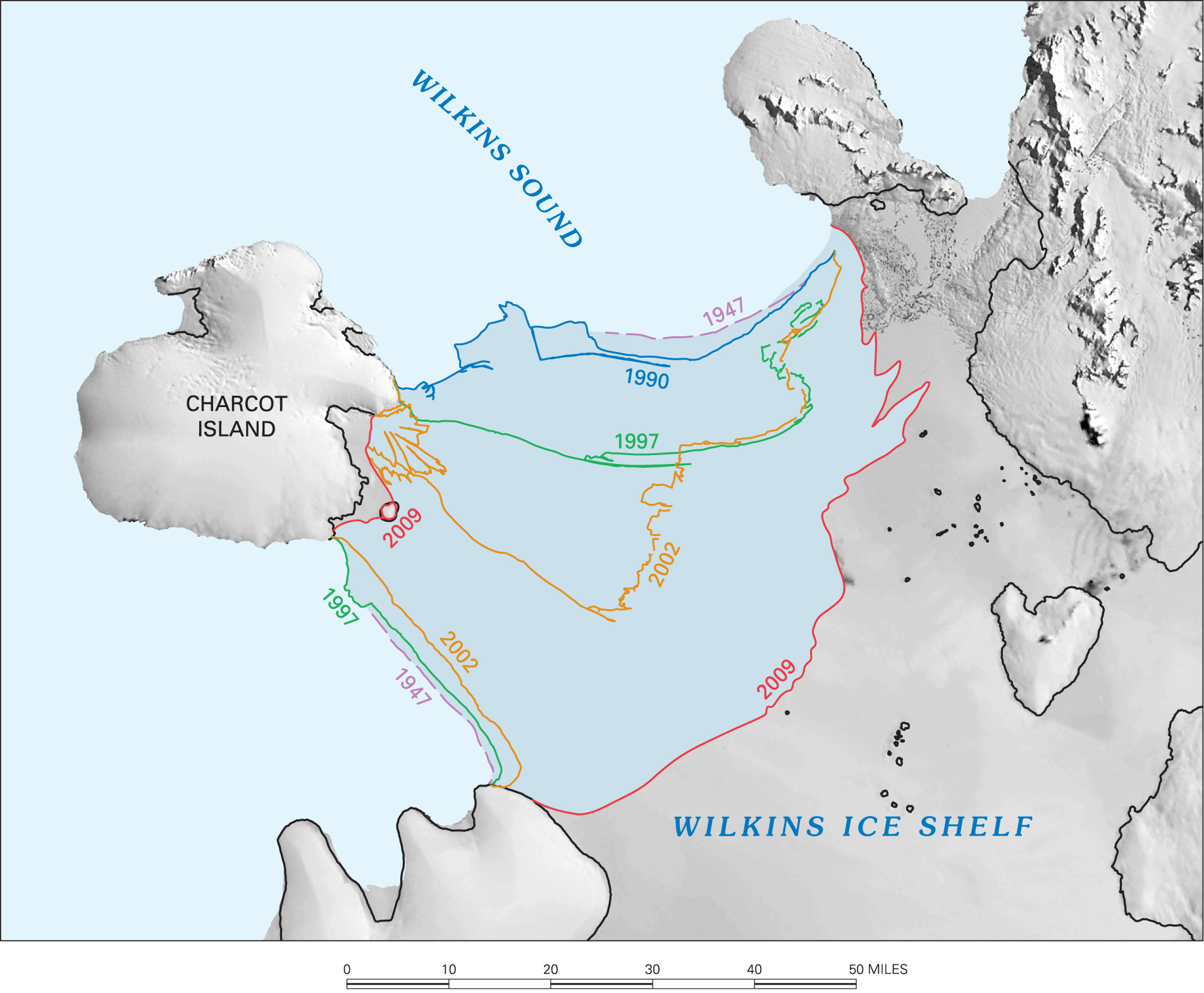
Evoluzione del ritiro della piattaforma Wilkins tra il 1990 e il 2008

La Wilkins è un'altra piattaforma glaciale che ha sofferto un sostanziale ritiro, con un'area di 16000 km² nel 1998 quando vennero persi 1000 km². Nel 2007 e 2008 si sviluppò una significativa spaccatura che portò alla perdita di altri 1400 km² di superficie. Alcuni dei distacchi di ghiaccio sono avvenuti durante l'inverno australe, i quali sembravano essere causati dalla predisposizione all'assottigliamento, possibilmente dovuti alla fusione basale, dato che non era evidente la fusione in superficie, portando così a una riduzione della resistenza delle connessioni dei pinning points. Il ghiaccio più sottile che subisce l'estensione si spacca e si frattura. Questo periodo culminava nel collasso di un ponte di ghiaccio che collegava la piattaforma glaciale principale all'isola Charcot portando alla perdita nel febbraio-giugno del 2009 di altri 700 km².
Il ghiacciaio Pine Island, un ghiacciaio antartico di deflusso che sbocca nel Mare di Amundsen, si è assottigliato annualmente di 3,5 ± 0,9 m ed è regredito complessivamente di 5 km (3,1 mi) in 3,8 anni. Il termine del "ghiacciaio dell'isola del pino" è una piattaforma galleggiante, e il punto in cui inizia a scorrere si è ritirato dal 1992 al 1996 di 1,2 km (0,75 mi) l'anno. Questo ghiacciaio drena una parte sostanziale della calotta glaciale dell'Antartico Occidentale e insieme al vicino ghiacciaio Thwaites, il quale ha anche mostrato segni di assottigliamento, viene definito
il "ventre molle" di questa piattaforma. Inoltre, il ghiacciaio Dakshin Gangotri, un piccolo ghiacciaio di sbocco della calotta antartica, si è ritirato a una velocità media di 0,7 m (2,3 ft) l'anno, dal 1983 al 2002. Sulla Penisola Antartica, la sola porzione dell'Antartide che si estende bene a nord del Circolo Antartico, ci sono centinaia di ghiacciai in regressione. In uno studio condotto su 244 ghiacciai della penisola, 212 si sono ritirati in media di 600 m (2 000 ft) rispetto a dove erano quando vennero misurati per la prima volta nel 1953. Il ritiro maggiore venne osservato nel ghiacciaio Sjögren, il quale è adesso di 13 km (8,1 mi) più verso l'entroterra di quanto lo era nel 1953. Ci sono 32 ghiacciai le cui misurazioni effettuate dimostravano il loro avanzamento; tuttavia, questi ghiacciai mostravano soltanto una modesta avanzata, in media di 300 m (980 ft) per ghiacciaio, abbastanza minore rispetto al massiccio ritiro osservato.
Nonostante il ritiro della piattaforma glaciale, nel settembre 2012 al termine dell'inverno australe, i ghiacci dell'Antartide hanno comunque raggiunto la massima estensione superficiale stagionale mai registrata dal 1979.

## Ghiacciai delle medie latitudini
I ghiacciai a media latitudine sono situati tra il tropico del Cancro e circolo polare artico, o tra il tropico del Capricorno e il circolo polare antartico. Queste due regioni sostengono ghiacciai montani e vallivi, e anche cappe di ghiaccio, di solito situate nelle regioni montane più elevate. Tutti questi ghiacciai sono situati in ambiti montani, in particolare: l'Himalaya, le Alpi, i Pirenei, le Montagne Rocciose e la Catena Costiera del Pacifico del Nord America, le Ande patagoniche nel Sud America, le catene montuose in Nuova Zelanda. I ghiacciai a queste latitudini sono più diffusi e tendono ad essere più massivi quanto più si trovano prossimi alle regioni polari. Questi ghiacciai sono quelli più ampiamente studiati negli ultimi 150 anni, come lo sono i ghiacciai nella zona tropicale. Sta di fatto che quasi tutti i ghiacciai alle medie latitudini sono in uno stato di bilancio di massa negativo e si stanno ritirando.

### Emisfero orientale

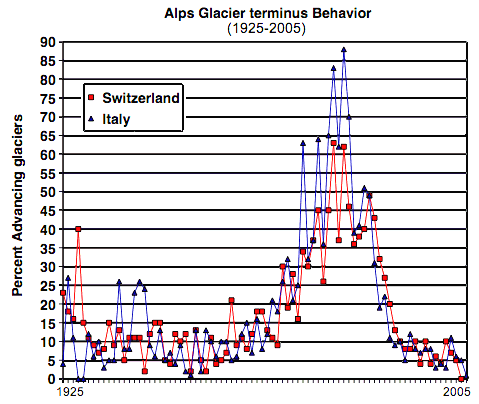
Questa cartina sulla ricerca annuale della Commissione sui Ghiacciai in Italia e Svizzera mostra la percentuale dell'avanzamento dei ghiacciai nelle Alpi. La meta del XX secolo vide tendenze di forte ritiro, ma non così estreme come attualmente; i ritiri attuali rappresentano riduzioni aggiuntive di ghiacciai sempre più piccoli.

#### Europa
Il Servizio per il Monitoraggio dei Ghiacciai nel Mondo (World Glacier Monitoring Service) riferisce mutamenti nei termini (o il margine di elevazione più bassa) dei ghiacciai in tutto il mondo ogni cinque anni. Nella loro edizione del 2000-2005, venivano annotate variazioni del punto terminale dei ghiacciai delle Alpi. Nel corso del periodo quinquennale (2000-2005), 115 su 115 ghiacciai esaminati in Svizzera si stavano ritirando, 115 su 115 ghiacciai in Austria retrocedevano; in Italia, durante il 2005, 50 ghiacciai si stavano ritirando contro 3 stazionari; anche tutti e 7 i ghiacciai osservati in Francia stavano retrocedendo. I ghiacciai francesi hanno sperimentato un netto ritiro negli anni 1942–53 seguito da avanzamenti fino al 1980, per poi ulteriormente ritirarsi a cominciare dal 1982. Per esempio, fin dal 1870 il ghiacciaio dell'Argentière e quello del Monte Bianco hanno receduto rispettivamente di 1150 m e 1400 m.
Il ghiacciaio più grande in Francia, il Mer de Glace, lungo 11 km e spesso 400 m, ha perso l'8,3% della sua lunghezza, ovvero 1 km, in 130 anni, e si è assottigliato del 27% (vale a dire 150 m) nella sua sezione mediana fin dal 1907. Il ghiacciaio Bossons a Chamonix, Francia, si è ritirato di 1200 m rispetto alle sue estensioni osservate all'inizio del XX secolo. Nel 2005, dei 91 ghiacciai svizzeri studiati, 84 si sono ritirati rispetto ai loro punti terminali del 2004 mentre i 7 rimanenti non mostravano nessun mutamento.

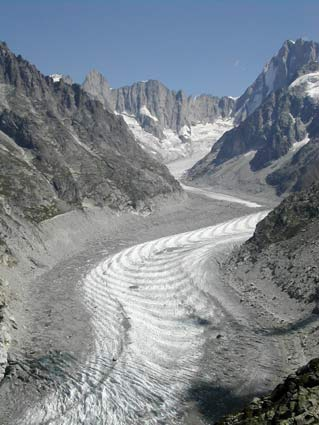
Mer de Glace

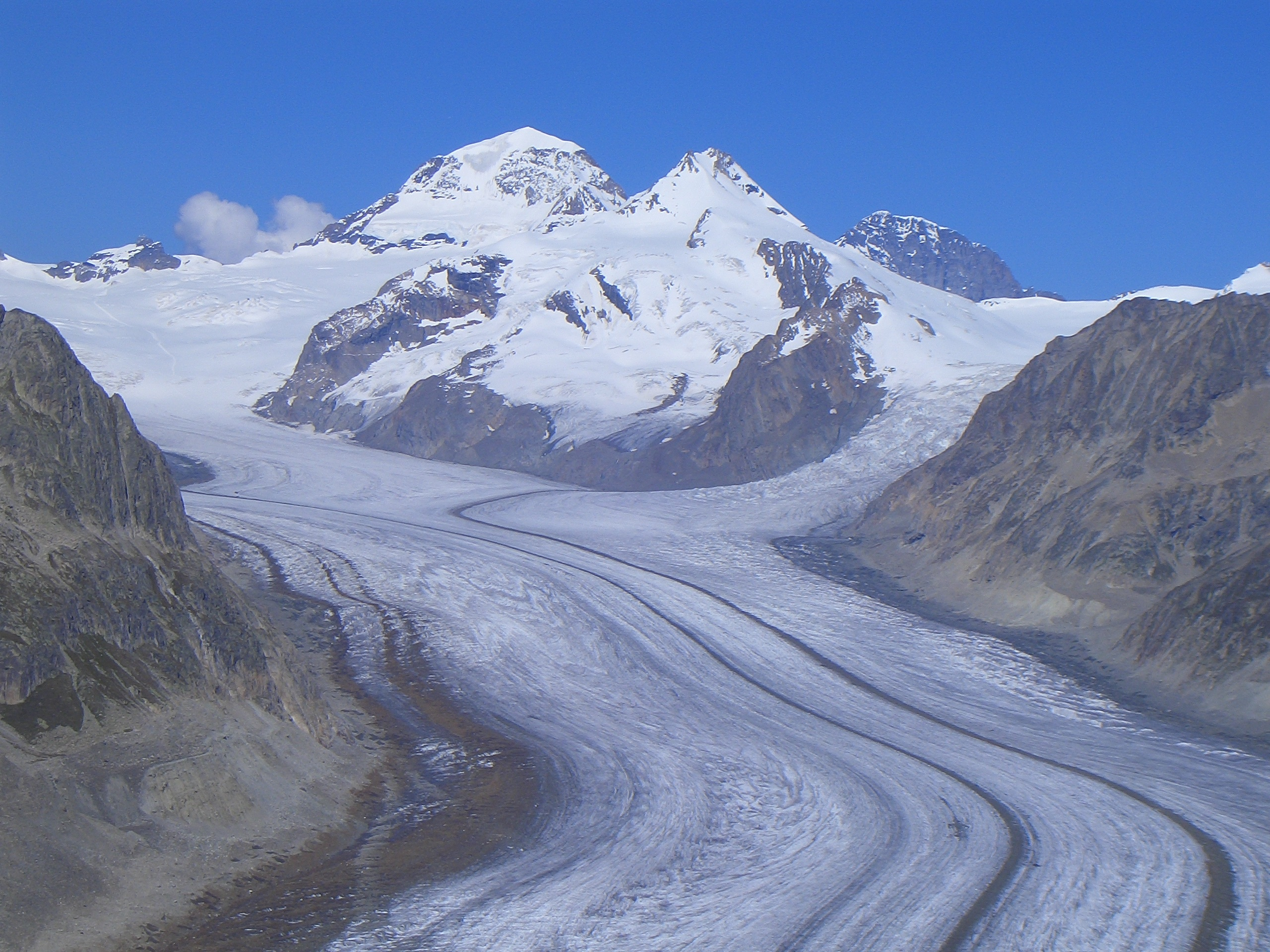
Ghiacciaio dell'Aletsch

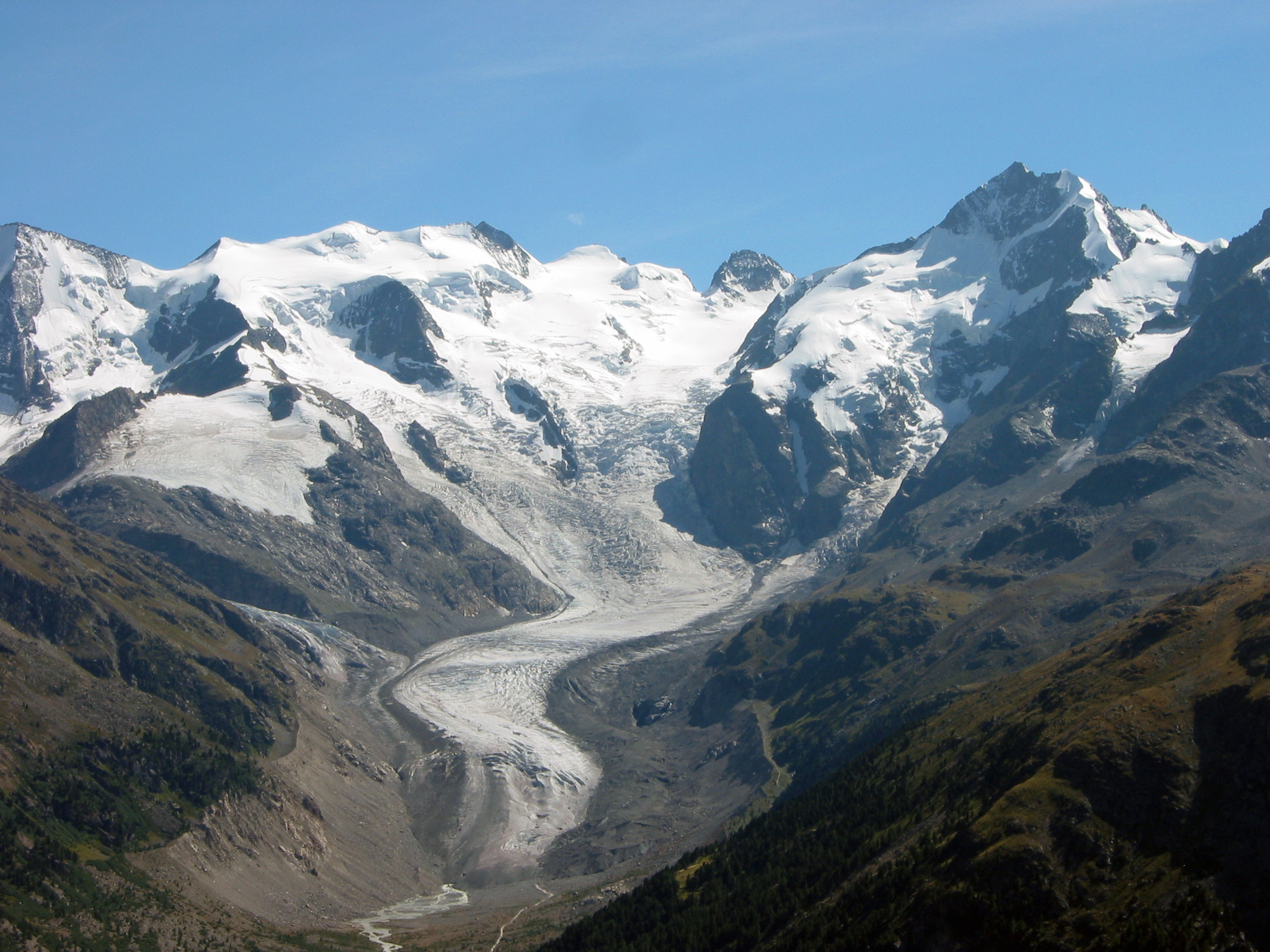
Ghiacciaio del Morteratsch

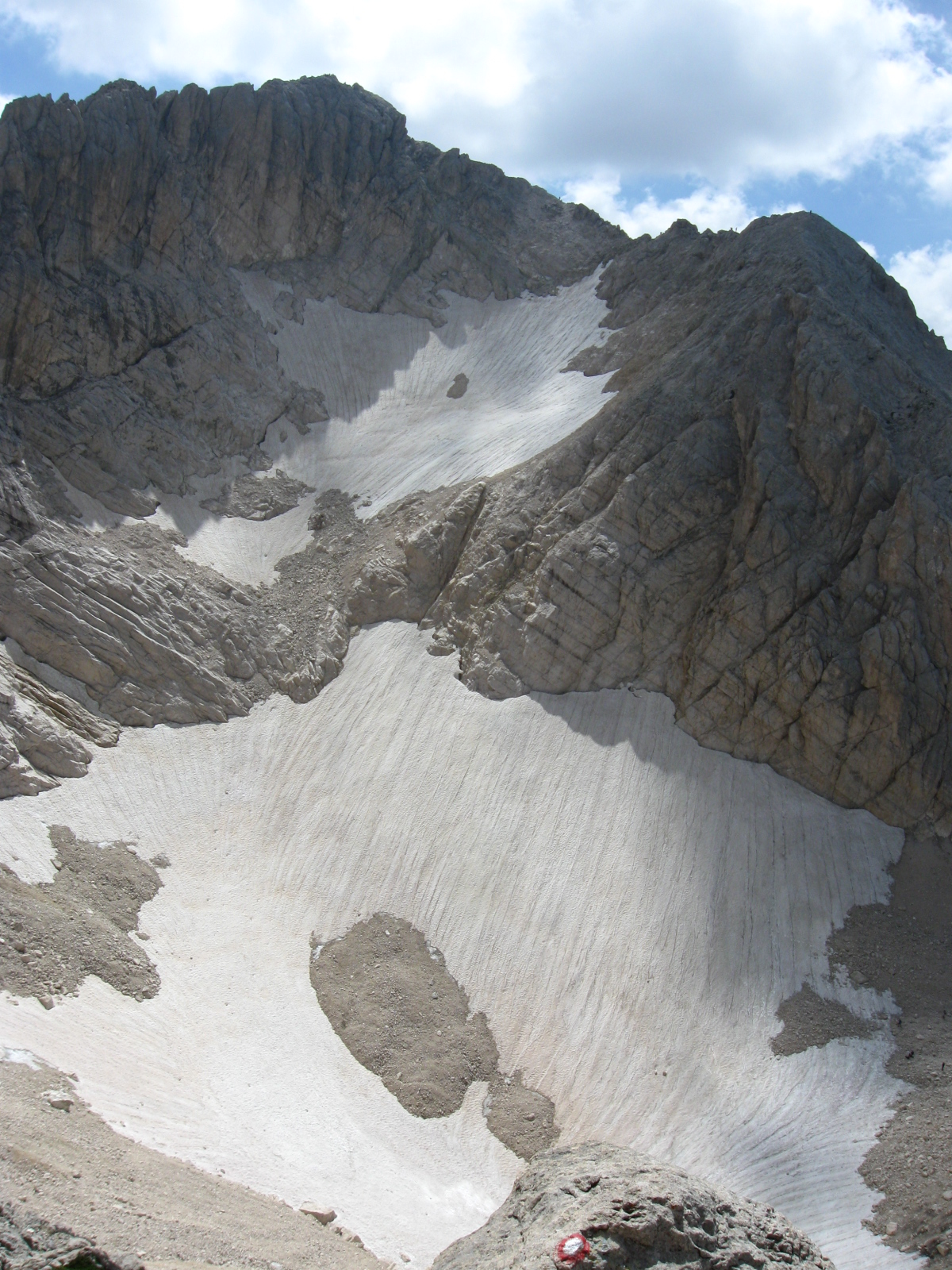
Ghiacciaio del Calderone

Altri ricercatori hanno scoperto che i ghiacciai delle Alpi appaiono in fase di recessione a un tasso più veloce di quello di alcuni decenni fa. Nel 2008, la ricerca fatta su 85 ghiacciai scopriva che 78 si stavano ritirando, 2 erano stazionari e 5 in fase di avanzamento. Il ghiacciaio Trift si è ritirato oltre 500 m appena in tre anni (2003-2005), ovvero il 10% della sua lunghezza totale. Il ghiacciaio dell'Aletsch (Grosser Aletschgletscher), il più grande della Svizzera, si è ritirato di 2600 m fin dal 1880. Il tasso di recessione è anche aumentato dal 1980, con il 30%, vale a dire 800 m, della recessione totale verificatasi nell'ultimo 20% del periodo. Similmente, dei ghiacciai delle Alpi italiane, quasi soltanto un terzo era in fase di recessione nel 1980, mentre nel 1999, l'89% di questi ghiacciai si stava ritirando. Nel 2005, il Comitato Glaciologico Italiano trovava che 123 ghiacciai si stavano ritirando, 1 era in fase di avanzamento e 6 stazionari. Le fotografie dei ghiacciai delle Alpi fatte nel corso del tempo forniscono prove evidenti che in questa regione i ghiacciai si sono ritirati significativamente nei diversi decenni passati. Il ghiacciaio del Morteratsch, in Svizzera, è un esempio chiave. Le misurazioni annuali della lunghezza cambiano a partire dal 1878. La recessione complessiva dal 1878 al 1998 è stata di 2 km con un tasso medio annuale approssimativamente di 17 m per anno. Questa media a lungo termine venne marcatamente superata in anni recenti con la recessione del ghiacciaio di 30 m per anno, durante il periodo tra il 1999 e il 2005.
Una delle preoccupazioni maggiori che in passato ha avuto grande impatto sulla vita e sul territorio è la distruzione e morte causata dal jökulhlaup (GLOF, Glacial Lake Outburst Flood).
I ghiacciai accumulano rocce e suolo, asportati dai versanti montani verso valle. Questi cumuli di detriti spesso formano dighe che segregano l'acqua formando laghi, allorché i ghiacciai fondono e si ritirano dalle loro massime estensioni. Queste morene terminali sono frequentemente instabili e ben note per essere soggette a straripamenti, se riempite troppo o spostate da terremoti, frane o valanghe. Se un ghiacciaio ha un rapido ciclo di fusione durante i mesi più caldi, la morena terminale può non essere abbastanza forte da contenere l'acqua che, salendo, provoca un'inondazione massiva localizzata. Questo è un rischio in aumento a causa della creazione ed espansione di laghi glaciali generati dal ritiro del ghiacciaio.
Le inondazioni del passato sono state spesso mortali, danneggiando inoltre enormemente le strutture e i possedimenti. Città e villaggi acclivi, valli strette, situati a valle dei laghi glaciali, sono a rischio maggiore. Nel 1892 un jökulhlaup rilasciò quasi 200.000 km3 di acqua dal lago del ghiacciaio di Tête Rousse, facendo 200 vittime nella cittadina francese di Saint Gervais. Si sapeva comunque che gli jökulhlaup possono verificarsi in ogni regione del mondo laddove vi sono ghiacciai. Si prevede che il ritiro continuo del ghiacciaio venga a creare e ad espandere i laghi glaciali, aumentando il pericolo di futuri jökulhlaup.
Sebbene i ghiacciai delle Alpi abbiano ricevuto più attenzione dai glaciologi rispetto ad altre aree dell'Europa, la ricerca indica che in gran parte dell'Europa i ghiacciai si stanno rapidamente ritirando. Nel Kebnekaise (Svezia settentrionale) uno studio di 16 ghiacciai tra il 1990 e il 2001 rivelò che 14 ghiacciai stavano recedendo, uno era in fase di avanzamento e uno stabile. Durante il XX secolo, tutti i ghiacciai della Norvegia si ritirarono con brevi periodi di avanzamento intorno al 1910, 1925 e nel 1990-2000. Negli anni '90, 11 dei 25 ghiacciai norvegesi osservati erano avanzati a causa dei molti inverni consecutivi con precipitazioni al di sopra del norma. Tuttavia, nei successivi anni consecutivi, con le piccole precipitazioni invernali fino al 2000 e il caldo record durante le estati del 2002 e 2003, i ghiacciai norvegesi erano significativamente diminuiti a partire dagli anni '90. Nel 2005 soltanto 1 dei 25 ghiacciai monitorati in Norvegia stava avanzando, due erano stazionari e 22 i fase di recessione. Nel 2009, 18 ghiacciai si stavano ritirando, tre rimanevano stazionari (meno di 2 metri) e due avanzavano. Nel 2006 i bilanci di massa del ghiacciaio erano molto negativi in Norvegia e dei 26 ghiacciai esaminati, 24 stavano ritirandosi, mentre uno era stazionario e uno in avanzamento. Il ghiacciaio norvegese Engabreen si è ritirato di 185 m fin dal 1999, mentre il Brenndalsbreen e il Rembesdalsskåka si sono ritirati rispettivamente di 276 m e 250 m, dal 2000. Il ghiacciaio Briksdalsbreen retrocedeva di 96 m soltanto nel 2004 — (il più grande ritiro annuale registrato per questo ghiacciaio fin dal monitoraggio iniziato nel 1900).
Questa cifra è stata superata nel 2006 con cinque ghiacciai in recessione di oltre 100 m dalla fine del 2005 alla fine del 2006. Quattro sbocchi dalla cappa di ghiaccio dello Jostedalsbreen, Kjenndalsbreen, Brenndalsbreen, Briksdalsbreen e Bergsetbreen ebbero un ritiro frontale di più di 100 metri. Il Gråfjellsbrea, uno sbocco dal Folgefonna, ebbe un ritiro di quasi 100 m. Complessivamente, dal 1999 al 2005, il Briksdalsbreen si ritirò di 336 m.
Nei Pirenei spagnoli, studi recenti hanno mostrato importanti perdite in estensione e volume dei ghiacciai del massiccio della Maladeta durante il periodo 1981-2005. Queste comprendono una riduzione di superficie del 35,7% (da 2,41 km² a 0,627) una perdita del volume di ghiaccio totale di 0,0137 km3 e un aumento di altitudine media dei termini glaciali di 43,5 m. Per i Pirenei complessivamente il 50-60% della superficie ghiacciata è andata persa dal 1991. Almeno tre ghiacciai (Balaitus, Perdigurero e La Munia) sono scomparsi in questo periodo. Il ghiacciaio di Monte Perdido si è ridotto da 90 ettari a 40.
Il ghiacciaio del Calderone, il più meridionale d'Europa (catena del Gran Sasso d'Italia, in Abruzzo) dal 1850 circa, ha subito un dimezzo della superficie e del volume del ghiaccio e dal 1991 è a rischio estinzione.

#### Asia centrale

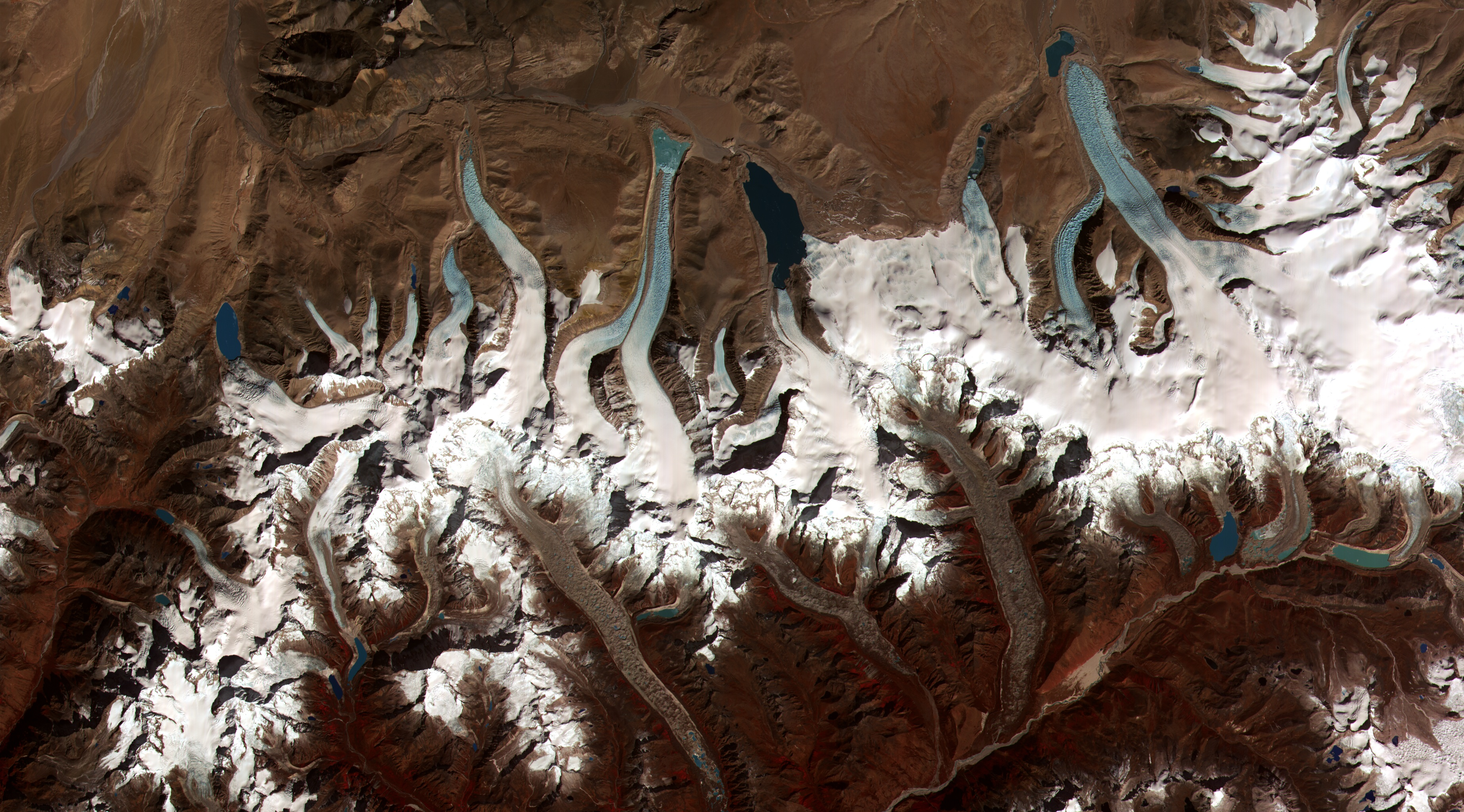
Questa immagine della NASA mostra la formazione di numerosi laghi glaciali ai termini dei ghiacciai in recessione nell'Himalaya (Bhutan).

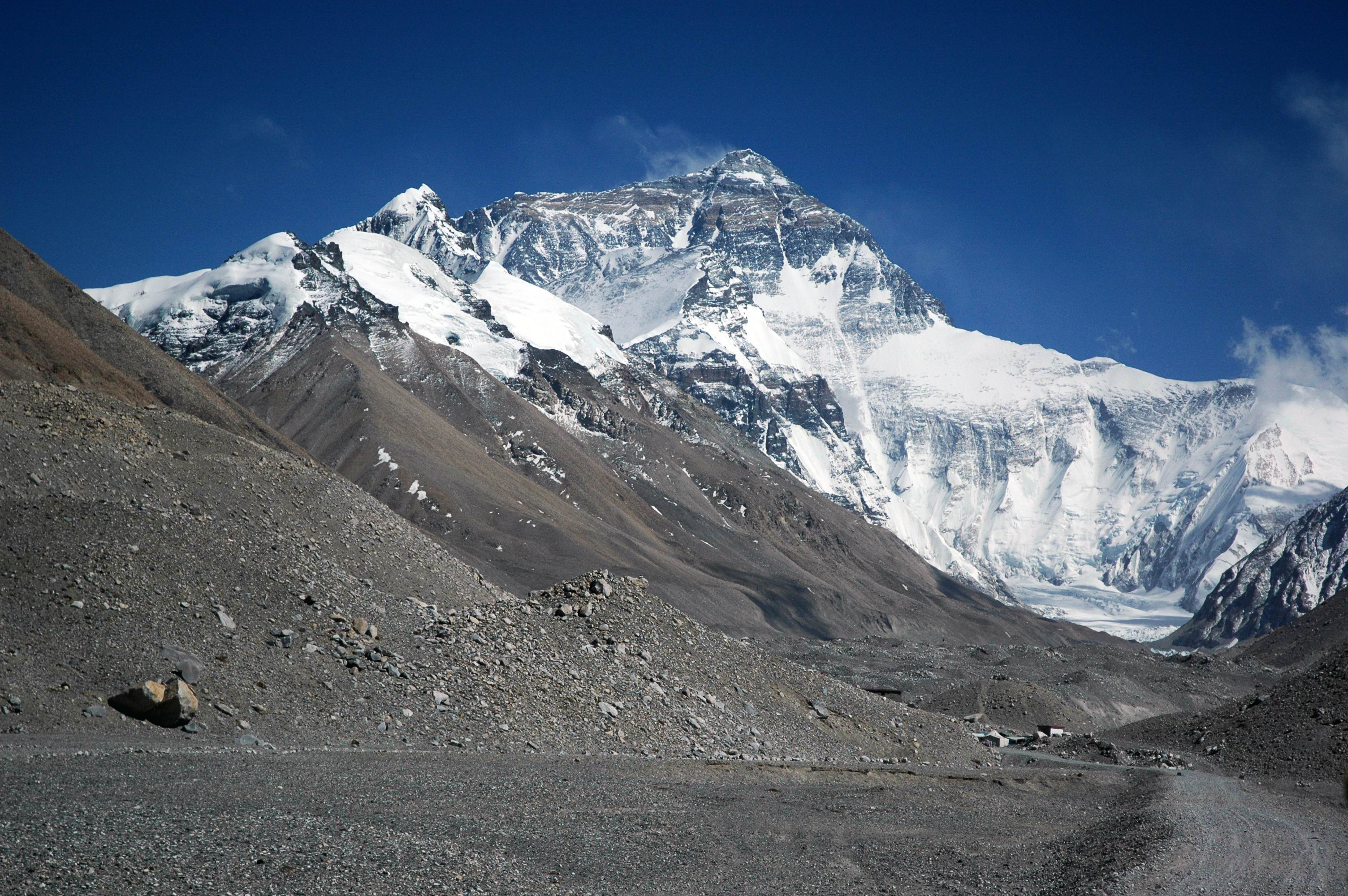
Ghiacciaio Rongbuk

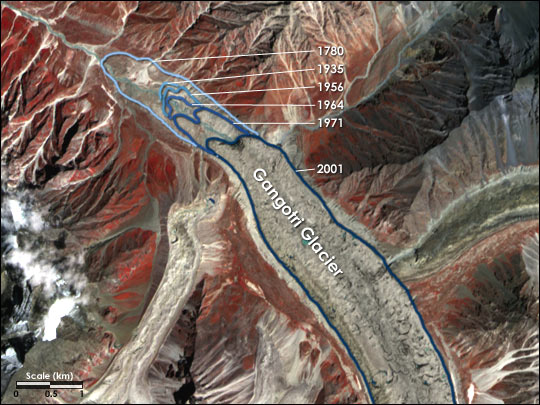
Ghiacciaio di Gangotri

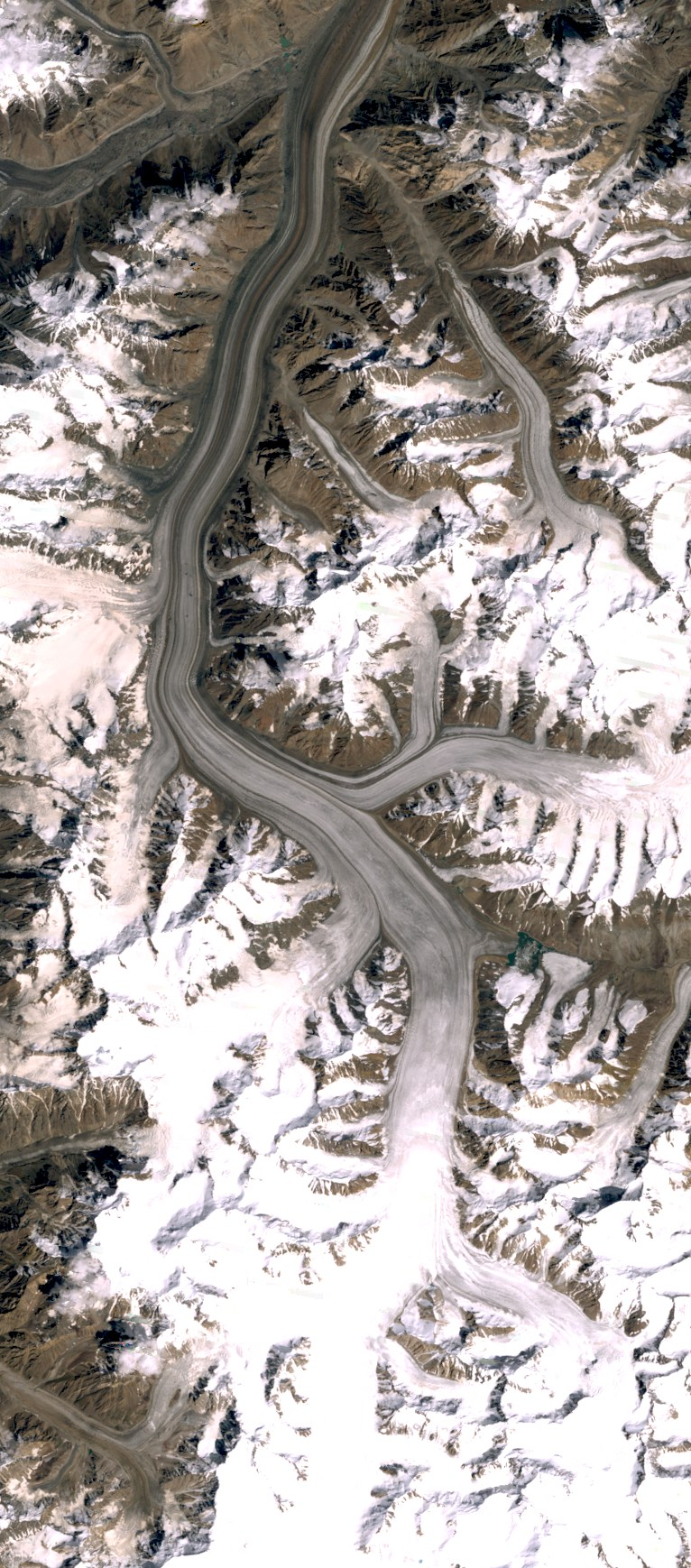
Ghiacciaio Fedchenko

L'Himalaya e altre catene montuose dell'Asia centrale hanno grandi regioni ghiacciate. Questi importanti ghiacciai riforniscono d'acqua le regioni aride della Mongolia, Cina occidentale, Pakistan, Afghanistan e India. Come per tutti gli altri ghiacciai sparsi per il mondo, quelli dell'Asia stanno subendo una perdita della loro massa, che lascia presagire un impatto tremendo sull'ecosistema della regione.
Nel Corridoio del Wakhan, in Afghanistan, 28 ghiacciai esaminati su 30 si sono ritirati in modo significativo durante il periodo 1976-2003, con la media di 11 metri l'anno. Uno di questi ghiacciai, lo Zemestan, si è ritirato di 460 m durante questo periodo, quasi il 10% dei suoi 5,2 km di lunghezza. L'esame di 612 ghiacciai in Cina, tra il 1950 e il 1970, verificava che il 53% stavano recedendo. Dopo il 1990, il 95% di questi ghiacciai, secondo le misurazioni effettuate, stavano ritirandosi, dimostrando così che la loro recessione stava diventando più estesa. I ghiacciai della regione del Monte Everest dell'Himalaya sono tutti in uno stato di recessione. Il ghiacciaio Rongbuk, che defluisce dal versante nord del monte Everest verso il Tibet, si è andato ritirando di 20 m per anno. Nella regione di Khumbu, nel Nepal, lungo il fronte principale dell'Himalaya, di 15 ghiacciai esaminati dal 1976 al 2007 tutti si stavano ritirando in modo significativo, con la media di 28 m l'anno. Il più famoso di questi, il Khumbu, si ritirava a un tasso di 18 m per anno nel periodo 1976-2007.
In India il ghiacciaio Gangotri, recedette ogni anno tra il 1970 e il 1996 di 34 m, con una perdita media di 30 m per anno dal 2000. Tuttavia, il ghiacciaio supera ancora i 30 km di lunghezza. Nel 2005 venne ultimata la diga Tehri sul fiume Bhagirathi, con una capacità di 2400 mW che ha iniziato a produrre energia idroelettrica nel 2006. Le sorgenti del fiume Bhagirathi sono il ghiacciai Gangotri e Khatling, Garhwal Himalaya. Il ghiacciaio Gangotri si è ritirato di 1 km negli ultimi 30 anni, e con un'area di 286 km² fornisce fino a 190 m3/secondo. Per la regione indiana dell'Himalaya il ritiro va da -19 metri l'anno per tutti i 17 ghiacciai. Nel Sikkim 26 ghiacciai esaminati stavano retrocedendo con un tasso medio di 13,02 m l'anno, dal 1976 al 2005. Per i 51 ghiacciai nella principale catena himalayana dell'India, Nepal e Sikkim, 51 stanno recedendo, al tasso medio di 23 m l'anno. Nel Karokoram dell'Himalaya c'è un misto di avanzamento e arretramento dei ghiacciai (18 in avanzamento e 22 in arretramento durante il periodo 1980-2003). Molti dei ghiacciai del Karakoram sono in fase di avanzamento.
Con il ritiro dei ghiacciai nell'Himalaya sono venuti a formarsi un certo numero di laghi glaciali. Una crescente preoccupazione è il pericolo potenziale degli jökulhlaup. I ricercatori stimano che 20 laghi glaciali in Nepal e 24 in Bhutan possano mettere a rischio le popolazioni umane nel caso in cui le "dighe" costituite da morena terminale cedessero. Un lago glaciale identificato come potenzialmente pericoloso è il Raphstreng Tsho del Bhutan, che nel 1986 era lungo 1,6 km, largo 0,96 km e profondo 80 m. Nel 1995 il lago si era allungato fino a 1,94 km, allargato a 1,13 km e raggiungeva la profondità di 107 m. Nel 1994 uno jökulhlaup dal Luggye Tsho, un lago glaciale adiacente al Raphstreng Tsho, uccise a valle 23 persone.
I ghiacciai nella catena montuosa dell'Ak-shirak, in Kirghizistan, subirono una leggera perdita tra il 1943 e il 1977 e una perdita accelerata del 20% della loro massa rimanente tra il 1977 e il 2001. Ricerche effettuate nelle aree settentrionali della catena montuosa del Tien Shan (che il Kyrgyzstan condivide con la Cina e il Kazakistan) mostravano che i ghiacciai che riforniscono d'acqua questa regione arida stavano perdendo quasi 2 km3 di ghiaccio l'anno tra il 1955 e il 2000. Uno studio condotto dall'Università di Oxford riportò ugualmente una media di 1,28% del volume perso ogni anno da questi ghiacciai tra il 1974 e il 1990.
A sud del Tien Shan, la catena montuosa del Pamir, situata principalmente nel Tagikistan, ha molte migliaia di ghiacciai, tutti in uno stato generale di regressione. Durante il XX secolo, i ghiacciai del Tagikistan persero 20 km3 di ghiaccio. Il ghiacciaio Fedchenko lungo 70 km (il più grande del Tagikistan e il più grande ghiacciaio non polare della Terra) perse l'1,4% della sua lunghezza, vale a dire 1 km, 2 km3 della sua massa e l'area ghiacciata venne ridotta di 11 km² durante il XX secolo. Similmente, il ghiacciaio vicino Skogatch perse l'8% della sua massa complessiva tra il 1969 e il 1986. Il Tagikistan e gli stati vicini della catena montuosa del Pamir sono fortemente dipendenti dal deflusso glaciale che assicura una portata dei fiumi sufficiente a mitigare l'annuale siccità e la stagione secca. Con la continua perdita di ghiaccio subita dal ghiacciaio, a breve termine si avrà un incremento, seguito a lungo termine da una diminuzione dell'acqua di fusione glaciale che fluisce in fiumi e ruscelli.
L'altopiano tibetano contiene la terza più grande riserva di ghiaccio al mondo. Qin Dahe, il precedente capo dell'Amministrazione Meteorologica della Cina, disse che il veloce ritmo odierno di fusione e le temperature più calde saranno a breve termine una buona cosa per l'agricoltura e il turismo, lanciando però un forte allarme:

#### Siberia
La Siberia e l'Estremo Oriente Russo, sebbene in genere classificati come regioni polari, a causa della siccità del clima invernale, hanno i ghiacciai solo nelle alte catene montuose dell'Altaj, dei Monti di Verchojansk e dei Monti Čerskij. La Kamčatka, esposta all'umidità del Mare di Ochotsk, ha una glaciazione molto più estesa complessivamente intorno ai 2500 chilometri quadrati (970 miglia quadrate).
Dato che con il collasso del comunismo vi è stata una grande riduzione nel numero di stazioni di monitoraggio, i dettagli sul ritiro dei ghiacciai siberiani sono molto più scarsi rispetto alla maggior parte delle altre regioni nel mondo. Ciò nonostante, le registrazioni disponibili indicano una generale recessione di tutti i ghiacciai della catena montuosa dell'Altaj e (ad eccezione dei ghiacciai vulcanici) della Kamčatka. I ghiacciai della Sacha-Jacuzia, per un totale di settanta chilometri quadrati, si sono ridotti di circa il 28% dal 1945, mentre le regioni più umide della Siberia e quelle sulla costa del Pacifico, il restringimento è considerevolmente maggiore, raggiungendo annualmente in alcuni luoghi diversi punti percentuale.

#### Oceania

Questi ghiacciai in Nuova Zelanda hanno continuato a ritirarsi rapidamente in anni recenti. Notate i laghi terminali più grandi, il ritiro del ghiaccio bianco (ghiaccio libero da copertura morenica), e le pareti più alte della morena a causa dell'assottigliamento del ghiaccio. Foto.

In Nuova Zelanda i ghiacciai montani sono andati in generale recessione fin dal 1890, con un'accelerazione dal 1920. La maggior parte dei ghiacciai si è sensibilmente assottigliata e ridotta di dimensioni, e le zone di accumulo di neve si sono innalzate in altitudine nel corso del XX secolo. Durante il periodo 1971–75, il ghiacciaio Ivory recedette di 30 m dal termine del ghiacciaio, e circa il 26% della sua area di superficie venne persa nello stesso periodo. Fin dal 1980 numerosi piccoli laghi glaciali minori si erano andati formando in seguito all'arginatura causata dalle loro nuove morene terminali. I ghiacciai come quelli di Classen, Godley e Douglas adesso hanno tutti nuovi laghi glaciali al di sotto delle loro posizioni terminali, a causa della regressione da venti anni a questa parte. Le immagini satellitari indicano che questi laghi stanno continuando ad espandersi. C'è stata una significativa e costante perdita di volume di ghiaccio nei più grandi ghiacciai neozelandesi, inclusi Tasman, Ivory, Classen, Mueller, Maud, Hooker, Grey, Godley, Ramsay, Murchison, Therma, Volta e Douglas. Il ritiro di questi ghiacciai è stato contrassegnato dall'espansione dei laghi proglaciali e l'assottigliamento della regione terminale. La perdita in volume dal 1975-2005 è dell'11% del totale.

Diversi ghiacciai, particolarmente i più visitati della Costa Occidentale della Nuova Zelanda come il Fox e il Franz Josef, hanno periodicamente avuto un avanzamento, specialmente durante gli anni '90, ma la scala di questi avanzamenti è piccola se confrontata con il ritiro avvenuto nel XX secolo. Entrambi i ghiacciai sono attualmente più di 2,5 km più corti di un secolo fa. Questi grandi ghiacciai, situati sui versanti ripidi, che scorrono perciò rapidamente, sono stati molto reattivi ai piccoli mutamenti del bilancio di massa. Pochi anni di condizioni favorevoli all'avanzamento del ghiacciaio, vale a dire più venti provenienti da ovest con conseguente incremento di precipitazioni nevose, si sono rapidamente ripercossi nel corrispondente avanzamento, seguito da un uniforme e rapido ritiro quando queste condizioni favorevoli terminarono. I ghiacciai hanno avanzato in alcune località della Nuova Zelanda a causa di un temporaneo mutamento meteorologico associato a El Niño, il quale ha portato più precipitazioni e nuvolosità, estati più fredde, fin dal 2002.

### Emisfero occidentale

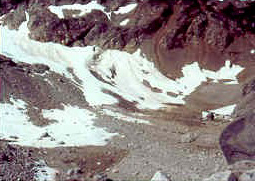
Il ghiacciaio Lewis, North Cascades National Park, dopo la fusione del 1990

I ghiacciai nordamericani sono principalmente situati lungo la dorsale delle Montagne Rocciose degli Stati Uniti e del Canada, lungo la Catena Costiera del Pacifico che si estende dalla California settentrionale all'Alaska. La Groenlandia oltre ad essere geologicamente associata con il Nord America, fa anche parte della regione artica. Se si escludono i pochi ghiacciai nel tratto di costa bassa, come il Taku, i quali sono in uno stadio di avanzamento del loro ciclo glaciale di bassa costa prevalenti lungo la costa dell'Alaska, potenzialmente tutti i ghiacciai del Nord America sono in uno stato di regressione. Il tasso di ritiro osservato è aumentato rapidamente approssimativamente fin dal 1980, e in generale ogni decennio con maggiori tassi di regressione rispetto a quelli precedenti. Ci sono anche molti piccoli ghiacciai rimanenti sparsi per tutte le montagne della Sierra Nevada della California e del Nevada.

#### Montagne Rocciose (Stati Uniti)
Sui versanti riparati dei picchi più alti del parco nazionale de ghiacciai (Glacier National Park) nel Montana, i suoi ghiacciai eponimi stanno rapidamente diminuendo. L'area di ogni ghiacciaio è stata mappata per decenni dal National Park Service e dalla Geological Survey statunitense. Confrontando le fotografie scattate a metà del XIX secolo con le immagini recenti, si ha ampia evidenza che dal 1850 i ghiacciai del parco si siano ritirati notevolmente. Le fotografie ripetute nel corso di decenni mostrano chiaramente che i ghiacciai di tutto il parco, come il Grinnell Glacier, stiano regredendo. Quelli più grandi sono adesso approssimativamente un terzo della loro precedente dimensione allorché nel 1850 venivano per la prima volta studiati, e numerosi ghiacciai minori sono scomparsi completamente. Nel 1993 rimaneva soltanto il 27% dell'area dei 99 km² del Glacier National Park coperta da ghiacciai nel 1850. I ricercatori credono che verso 2030, la stragrande maggioranza del ghiaccio del Glacier National Park sarà sparita, se non si inverte l'attuale andamento climatico.
Il Ghiacciaio Grinnell è uno dei numerosi ghiacciai del Glacier National Park che è stato per molti decenni ben documentato da fotografie, come quelle sottostanti che dimostrano chiaramente la regressione del ghiacciaio dal 1938.
Il clima semiarido del Wyoming riesce ancora a sostenere una decina di piccoli ghiacciai all'interno del parco nazionale del Grand Teton, mostrando con piena evidenza il ritiro nel corso degli ultimi 50 anni. Lo Schoolroom Glacier, situato leggermente a sud-ovest del Grand Teton, uno dei ghiacciai più facilmente raggiungibili del parco, si prevede scompaia entro il 2025. Una ricerca condotta tra il 1950 e il 1999 dimostrava che durante questo periodo i ghiacciai del Bridger-Teton National Forest e del Shoshone National Forest nella Coridigliera del Wind River si sono ridotti di oltre un terzo della loro dimensione. Le fotografie indicano che oggi i ghiacciai sono soltanto metà della loro dimensione allorché venivano fotografati per la prima volta verso la fine del XIX secolo. La ricerca indica inoltre che il ritiro glaciale fosse proporzionalmente maggiore negli anni '90 rispetto a ogni altro decennio nel corso degli ultimi 100 anni. Il Gannett Glacier sul versante nord-orientale del Gannett Peak è il più grande ghiacciaio delle Montagne Rocciose a sud del Canada. Da quanto viene riferito, ha perduto oltre il 50% del suo volume dal 1920, con quasi metà di questa perdita verificatasi a cominciare dal 1980. I glaciologi credono che i ghiacciai rimanenti nel Wyoming spariranno entro la metà del XXI secolo, se questo andamento attuale del clima non si inverte.

#### Montagne Rocciose Canadesi e Catena Costiera della Columbia Britannica

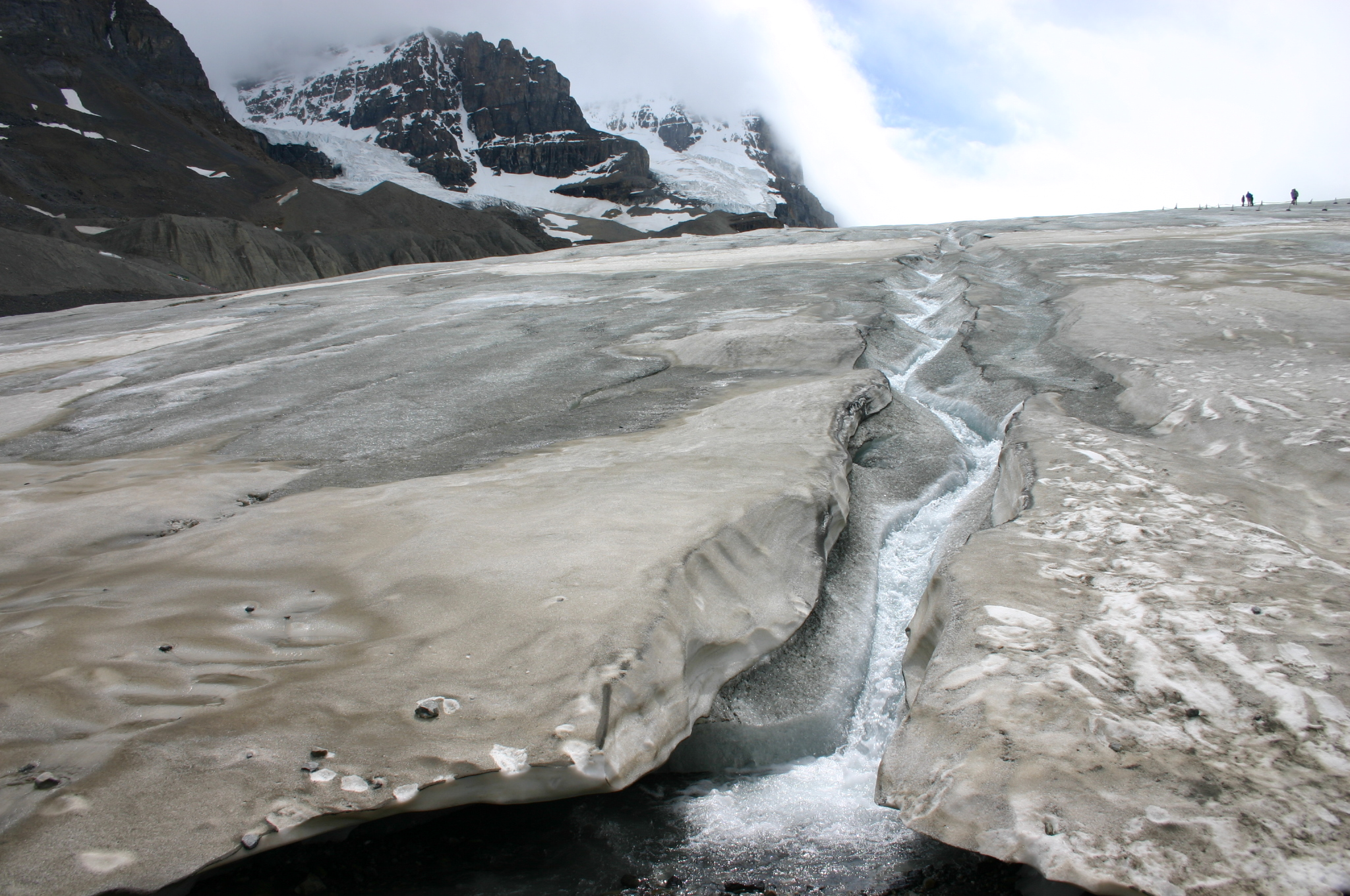
La punta di fusione del ghiacciaio Athabasca, 2005

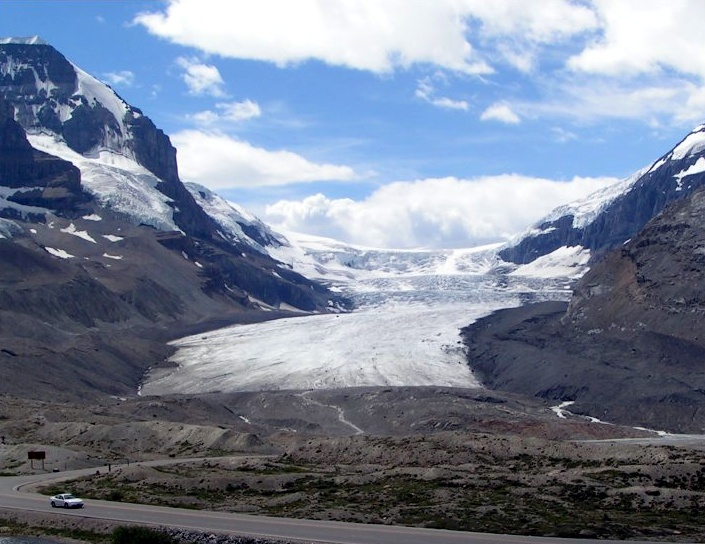
Il ghiacciaio Athabasca nel campo di ghiaccio (icefield) della Columbia (Montagne Rocciose Canadesi) si è ritirato di 1500 m nell'ultimo secolo. l'animazione attuale.

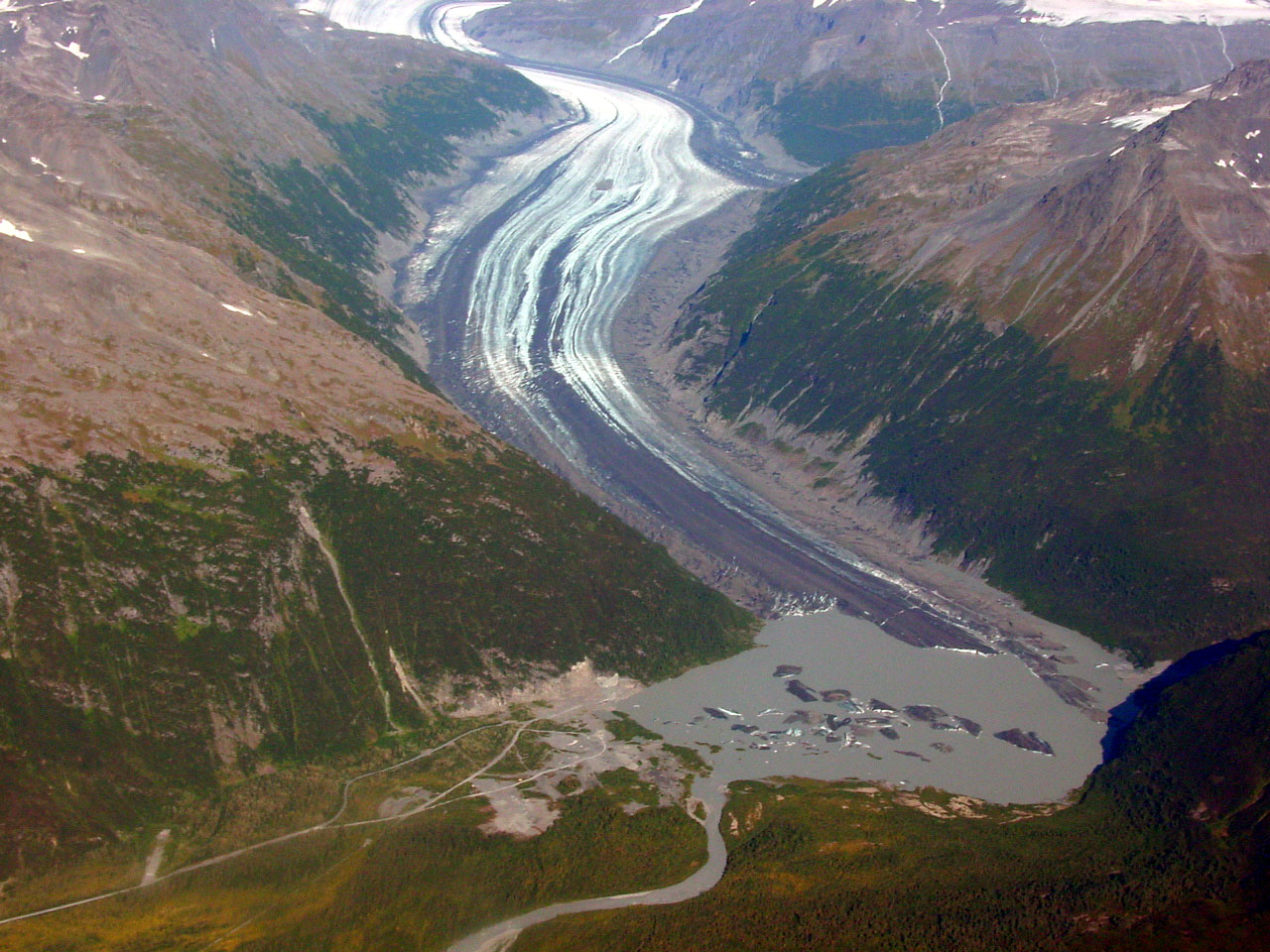
Il ghiacciaio Valdez si è assottigliato di nel corso dell'ultimo secolo lasciando esposto il suolo sterile in prossimità dei margini glaciali.

Nelle Montagne Rocciose Canadesi, i ghiacciai sono in genere più grandi e più estesi di quelli che si trovano a sud nelle Montagne Rocciose statunitensi. Uno dei ghiacciai più accessibili nelle Montagne Rocciose Canadesi è l'Athabasca, un ghiacciaio di sbocco del campo di ghiaccio della Columbia (Columbia Icefield) di 325 km². Il ghiacciaio Athabasca si è ritirato fin dal tardo secolo XIX di 1 500 m (4 900 ft). Il tasso di regressione per questo ghiacciaio è aumentato dal 1980, seguendo poi un periodo di lento ritiro dal 1950 al 1980. Il ghiacciaio Peyto nell'Alberta copre un'area di circa 12 km²; è regredito rapidamente durante la metà del XX secolo, stabilizzatosi nel 1966 e restringendosi ancora nel 1976. Il ghiacciaio Illecillewaet nel Parco Nazionale dei Ghiacciai della Columbia Britannica (Canada) si è ritirato di 2 km (1,2 mi) fin da quando fu fotografato per la prima volta nel 1887.
Nel parco provinciale Garibaldi della Columbia Britannica sud-occidentale, oltre 505 km², vale a dire il 26%, del parco, era coperto dal ghiacciaio all'inizio del XVIII secolo. La coltre glaciale diminuì a 297 km² nel 1987–1988 e a 245 km² nel 2005, ovvero il 50% dell'area del 1850. I 50 km² persi negli ultimi 20 anni coincidono con il bilancio di massa negativo nella regione. Durante questo periodo tutti i nove ghiacciai esaminati si sono ritirati in modo significativo.

#### Alaska
Ci sono migliaia di ghiacciai in Alaska, sebbene soltanto relativamente pochi di essi vengano citati. Il ghiacciaio Columbia nei pressi di Valdez nello Stretto di Prince William si è ritirato di 15 km (9,3 mi) negli ultimi 25 anni. Gli iceberg distaccati da questo ghiacciaio furono in parte causa della marea nera dell'Exxon Valdez, in quanto la petroliera aveva cambiato rotta onde evitarli. Il ghiacciaio Valdez Glacier si trova nella stessa zona, e benché non si sfaldi, si è ad ogni modo ritirato significativamente. "Una ricognizione aerea del 2005 sui ghiacciai costieri dell'alaska ne identificava più di una dozzina, molti dei quali si trovavano precedentemente lungo la costa, e altri soggetti al distacco, compresi il Grand Plateau, Alsek, Bear e Excelsior che si ritirarono rapidamente. Dei 2000 ghiacciai osservati, il 99% stanno regredendo". La Icy Bay in Alaska è alimentata da tre grandi ghiacciai — Guyot, Yahtse e Tyndall — i quali hanno tutti registrato una perdita in lunghezza e spessore e, di conseguenza, una perdita di superficie. Il ghiacciaio Tyndall si venne a separare dal Guyot Glacier, in fase di regressione negli anni '60, ritirandosi da allora di 24 km (15 mi), con la media annuale di 500 m (1 600 ft).
Un programma di ricerca (Juneau Icefield Research Program) ha monitorato i ghiacciai di sbocco del Juneau Icefield fin dal 1946. Sul lato ovest del campo di ghiaccio, il termine del ghiacciaio Mendenhall, che scorre nella periferia di Juneau (Alaska), si è ritirato di 580 m (1 900 ft). Dei diciannove ghiacciai del Juneau Icefield, diciotto si stanno ritirando, e uno, il ghiacciaio Taku, sta avanzando. Undici dei ghiacciai si sono ritirati più di 1 km (0,62 mi) dal 1948 — Antler Glacier, 5,4 km (3,4 mi); Gilkey Glacier, 3,5 km (2,2 mi); Norris Glacier, 1,1 km (0,68 mi) e Lemon Creek Glacier, 1,5 km (0,93 mi). Il ghiacciaio Taku si è andato ritirando almeno fin dal 1890, quando il naturalista John Muir osservava un grande fronte di distacco di iceberg. Nel 1948 il fiordo adiacente si era riempito, e il ghiacciaio non più soggetto a sfaldamento fu capace di continuare la sua avanzata. Nel 2005 era arrivato solo a 1,5 km (0,93 mi) distante dal Taku Point. L'avanzata media del Taku è di 17 m (56 ft) l'anno tra il 1988 e il 2005. Il bilancio di massa era molto positivo nel periodo 1946–1988 alimentandone l'avanzata; tuttavia, a cominciare dal 1988 il bilancio di massa è stato leggermente negativo, rallentando in futuro l'avanzata di questo possente ghiacciaio.

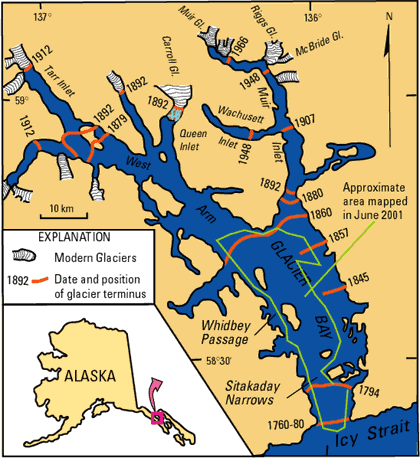
Mappa di Glacier Bay. Le linee rosse indicano l‘estensione glaciale con date rispettive dal 1760 durante il ritiro dei ghiacciai dopo la Piccola era glaciale.

Le registrazioni del bilancio di massa a lungo termine del Lemon Creek Glacier in Alaska mostrano un bilancio di massa leggermente in declino nel tempo. Il bilancio della media annuale per questo ghiacciaio era di −0,23 m (0,75 ft) ogni anno durante il periodo che va dal 1957 al 1976. Il bilancio medio annuale è stato sempre più in negativo, ovvero di −1,04 m (3,4 ft) dal 1990 al 2005. Le misurazioni altimetriche del ghiacciaio, vale a dire la misurazione dell'altitudine, ripetute per i 67 ghiacciai dell'Alaska rivelano che i tassi di assottigliamento sono aumentati oltre un fattore di più due in confronto ai periodi che vanno dal 1950 al 1995 (0,7 m l'anno) e dal 1995 al 2001 (1,8 m l'anno). Questo è un andamento sistemico con la perdita in massa equivalente alla perdita di spessore, che porta a un aumento della regressione — i ghiacciai non stanno soltanto ritirandosi, ma anche diventando più sottili. Nel Denali National Park, tutti i ghiacciai monitorati si stanno ritirando, con una regressione media annuale di 20 m (66 ft). Il termine del ghiacciaio di Toklat è andato ritirandosi di 26 m (85 ft) l'anno e il Muldrow si è assottigliato di 20 m (66 ft) dal 1979. Ben documentati in Alaska sono i ghiacciai di tipo surge, noti per la loro avanzata molto veloce, anche di 100 m (330 ft) al giorno. Esempi di surge glaciali in Alaska sono ghiacciai Variegated, Black Rapids, Muldrow, Susitna e Yanert, i quali hanno fatto rapidi avanzamenti nel passato. Questi ghiacciai stanno tutti ritirandosi, interrotti da brevi periodi di avanzamento.

#### Catena delle Cascate
La Catena delle Cascate del Nord America occidentale si estende dalla Columbia Britannica meridionale in Canada alla California settentrionale. Escludendo l'Alaska, circa metà dell'area glaciale degli Stati Uniti è contenuta negli oltre 700 ghiacciai delle Cascate del Nord, tra il confine canadese e la interstatale I-90 nello stato di Washington centrale. Questi ghiacciai immagazzinano più acqua di tutta quella contenuta in tutti i laghi e bacini di riserva del resto dello stato, e forniscono l'approvvigionamento a ruscelli e fiumi nei mesi asciutti d'estate, approssimativamente quasi 870.000 m3.

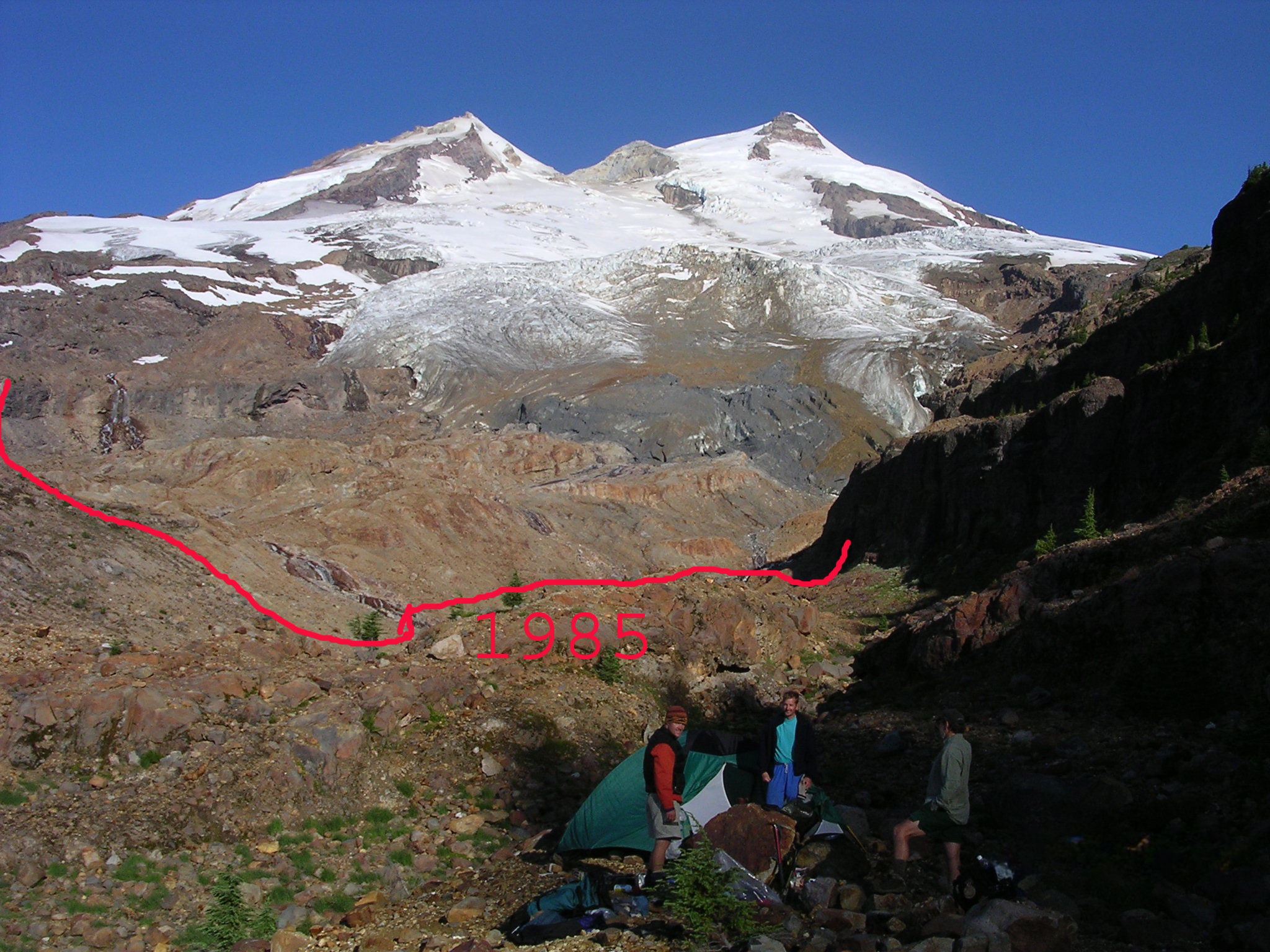
Il ghiacciaio Boulder si ritirò di 450 m dal 1987 al 2005.

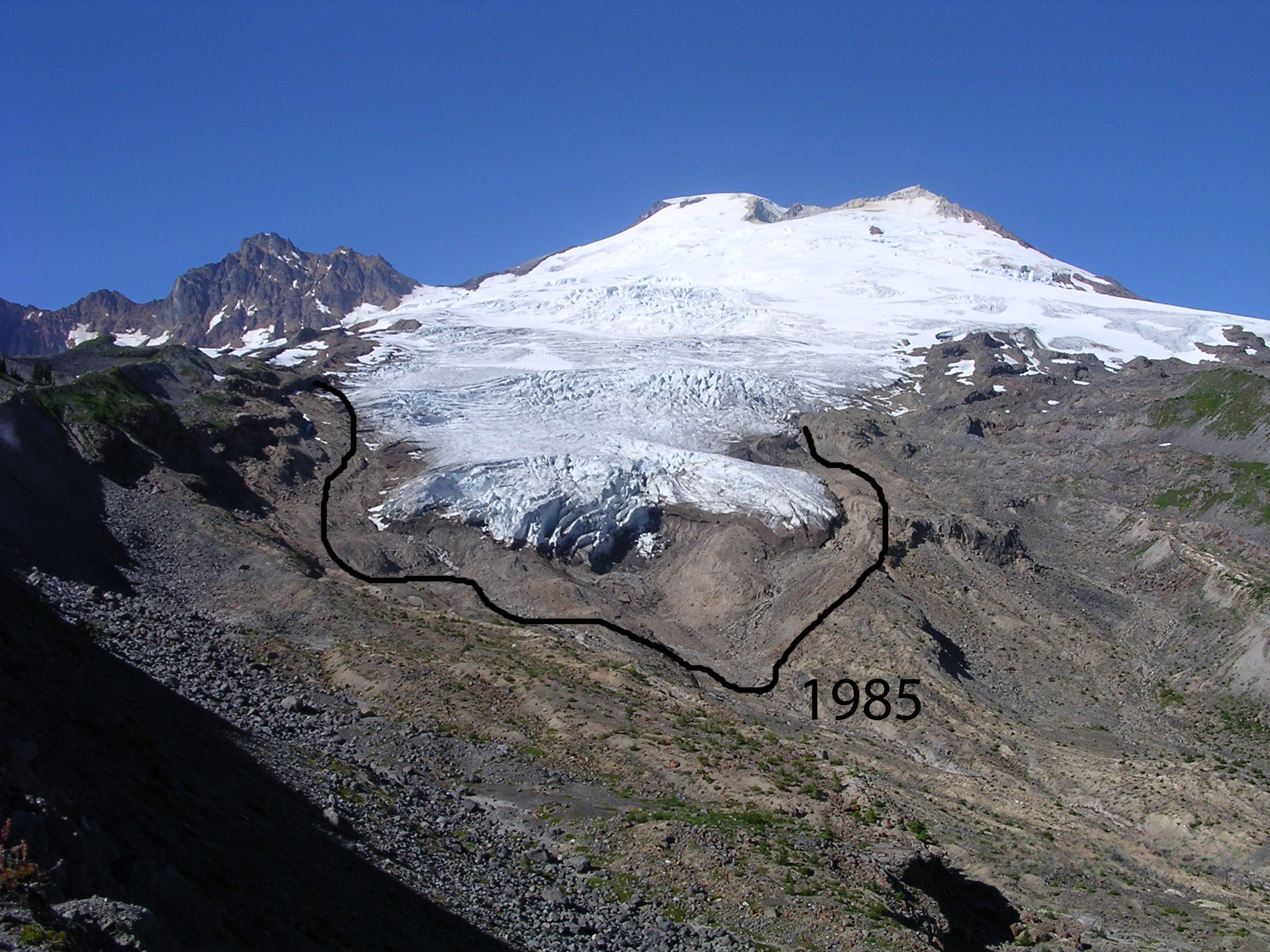
Il Ghiacciaio Easton si ritirò di 255 m dal 1990 al 2005.

Nel 1975, molti ghiacciai delle Cascate del Nord stavano avanzando a causa del clima più freddo e l'aumento delle precipitazioni dal 1944 al 1976. Tuttavia, nel 1987 tutti i ghiacciai delle Cascate del Nord stavano ritirandosi, e il ritmo della regressione è aumentato ogni decennio dalla metà degli anni '70. Tra il 1984 e il 2005, i ghiacciai delle Cascate del Nord persero in media più di 312,5 m spessore e tra il 20% e il 40% del loro volume.
I glaciologi che conducono ricerche sui ghiacciai delle Cascate del Nord hanno scoperto che tutti i 47 ghiacciai monitorati stanno recedendo e che quattro di essi — Spider Glacier, Lewis Glacier (fotografato), Milk Lake Glacier, e il David Glacier — sono scomparsi completamente dal 1985. Il White Chuck Glacier (nei pressi del Glacier Peak) rappresenta un caso particolarmente drammatico. L'area del ghiacciaio si è ristretta da 3,1 km² nel 1958 a 0,9 km² nel 2002. Tra il 1850 e il 1950, il ghiacciaio Boulder sul versante sud-orientale del Monte Baker si è ritirato di 2 650 metri (8 694 ft). William Long del Servizio Forestale degli Stati Uniti (United States Forest Service) osservava che il ghiacciaio iniziava ad avanzare a causa del clima più freddo/più umido nel 1953. A ciò seguì un avanzamento di 743 metri (2 438 ft).
Il ghiacciaio si ritirò di nuovo di 450 m dal 1987 al 2005, lasciandosi dietro un terreno sterile. Questa regressione è avvenuta durante un periodo di ridotte precipitazioni nevose e temperature estive più elevate. In questa regione delle Cascate, il manto nevoso invernale è sceso del 25% dal 1946, e le temperature estive si sono innalzate di 0,7 °C (1,2 °F) durante lo stesso periodo. Il ridotto accumulo di neve si è verificato nonostante un piccolo aumento delle precipitazioni invernali, in conseguenza delle temperature invernali più calde che portarono a precipitazioni piovose e alla fusione dei ghiacciai anche durante l'inverno. A partire dal 2005, il 67% dei ghiacciai delle Cascate del Nord osservati sono in disequilibrio e non sopravviveranno seguendo l'andamento del clima attuale. Senza il calo della temperatura e l'aumento di precipitazioni solide, questi ghiacciai sono destinati a sparire. Si prevede che quelli rimanenti si stabilizzeranno (a meno che il clima non continui a riscaldarsi) ma saranno maggiormente ridotti nelle dimensioni.

#### Ande e Terra del Fuoco

Ritiro del ghiacciaio San Rafael dal 1990 al 2000. Il ghiacciaio San Quintín è mostrato nello sfondo

Una grande regione popolosa che circonda le Ande centrali e meridionali dell'Argentina e Cile risiede in zone aride dipendenti dall'approvvigionamento d'acqua proveniente dalla fusione dei ghiacciai. L'acqua dei ghiacciai rifornisce anche i fiumi che sono in alcuni casi arginati da dighe onde poter sfruttare l'energia idroelettrica. Alcuni ricercatori credono che entro il 2030, molte delle cappe di ghiaccio sulle Ande più elevate spariranno, se l'attuale andamento climatico continua. In Patagonia, sulla punta meridionale del continente, grandi cappe di ghiaccio si sono ritirate di 1 km (0,62 mi) fin dagli inizi degli '90 e 10 km (6,2 mi) dal tardo Ottocento. Si è anche osservato che i ghiacciai patagonici stanno recedendo a un tasso più veloce rispetto a ogni altra regione del mondo.
Il Campo de Hielo Patagónico Norte ha perso 93 km² della superficie del ghiacciaio durante gli anni compresi tra il 1945 e il 1975, e 174 km² dal 1975 al 1996, il che sta a indicare un tasso di regressione in aumento. Ciò rappresenta una perdita dell'8% del campo di ghiaccio, con tutti i ghiacciai che sperimentano un significativo ritiro. Il Campo de Hielo Patagónico Sur ha manifestato un andamento generale di ritiro su 42 ghiacciai, mentre quattro permanevano in equilibrio e due avanzavano durante gli anni tra il 1944 e il 1986. La più grande regressione si verificò per il ghiacciaio di O'Higgins, il quale durante il periodo 1896–1995 si ritirò di 14,6 km (9,1 mi).
Il Ghiacciaio Perito Moreno è lungo 30 km (19 mi) ed è un ghiacciaio di deflusso maggiore della piattaforma glaciale patagonica, così come il più visitato in Patagonia. Il ghiacciaio Perito Moreno per ora è in equilibrio, ma aveva sibito frequenti oscillazioni nel periodo 1947–96, con un netto incremento di 4,1 km (2,5 mi). Questo ghiacciaio è avanzato dal 1947, ed è stato essenzialmente stabile dal 1992. Il Perito Moreno è uno dei tre ghiacciai noti in Patagonia per avere avuto un avanzamento, rispetto ad altre diverse centinaia di ghiacciai in fase di regressione. I due ghiacciai maggiori del Campo de Hielo Patagónico Sur a nord del Moreno, Upsala e il ghiacciaio Viedma si sono ritirati rispettivamente di 4,6 km (2,9 mi) in 21 anni e di 1 km (0,62 mi) in 13 anni. Nel bacino del fiume Aconcagua, il ritiro del ghiacciaio è avvenuto con la perdita del 20% della sua superficie, decrescendo da 151 km² a 121 km². Il ghiacciaio Marinelli nella Terra del Fuoco si andato ritirando almeno dal 1960 fino al 2008.

## Ghiacciai tropicali
I ghiacciai tropicali sono situati tra il Tropico del Cancro e il Tropico del Capricorno, nella regione che si trova a 23° 26′ 22″ nord o a sud dell'equatore. Quelli tropicali sono i più insoliti rispetto a tutti gli altri ghiacciai per una varietà di ragioni. In primo luogo, i tropici sono le regioni più calde del pianeta. Secondariamente, il mutamento stagionale è minimo con temperature calde tutto l'anno, e di conseguenza vi è mancanza di una stagione invernale più fredda, in cui vi è la possibilità di accumulo di neve e ghiaccio. In terzo luogo, esistono poche montagne più alte in queste regioni, su cui vi possa essere dell'aria fredda a sufficienza per la formazione dei ghiacciai. Tutti i ghiacciai situati ai tropici si trovano su alti picchi montani isolati. Nel complesso, i ghiacciai tropicali sono più piccoli di quelli che si trovano altrove e sono quelli che più facilmente danno una risposta rapida ai segnali del cambiamento Cambiamento climatico. Un piccolo aumento di temperatura di soli pochi gradi può avere un impatto quasi immediato e negativo sui ghiacciai tropicali.

### Africa

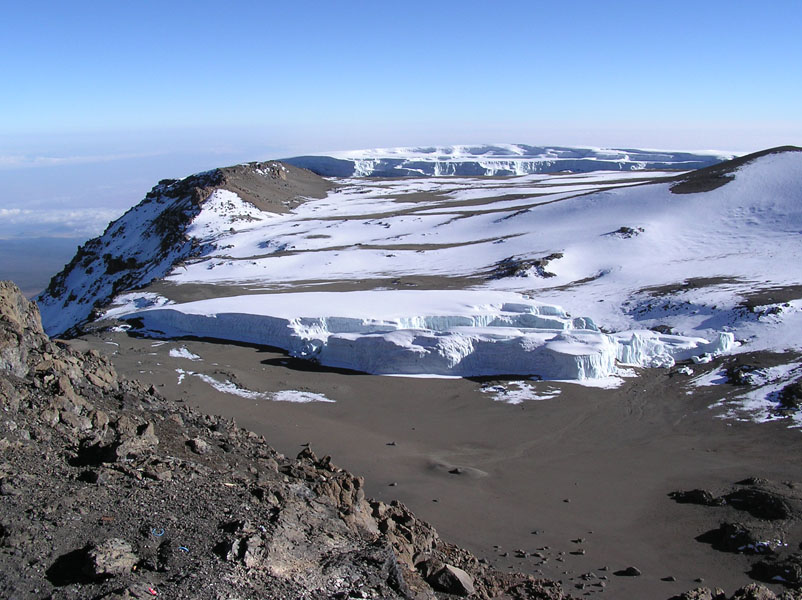
Il ghiacciaio Furtwängler in cima al Kilimangiaro in primo piano i suoi campi di neve e i "campi di neve settentrionali" più in fondo.

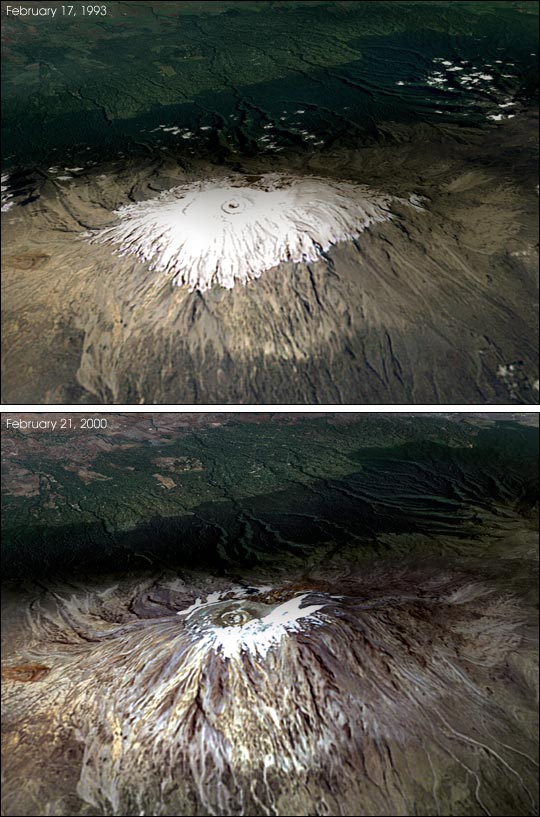
Cambiamento dell'accumulo nevoso sul Kilimanjaro, fra il 1993 e il 2000. Il Kilimanjaro ha perso l'82% delle nevi perenni nel XX secolo a causa di una significativa riduzione delle precipitazioni.

Essendo il continente africano quasi per intero situato nelle zone climatiche tropicali e subtropicali, i ghiacciai sono ristretti a due picchi isolati e alla Catena del Ruwenzori. Il Kilimangiaro, alto 5 895 m (19 341 ft), è la più alta vetta del continente. Fin dal 1912 la coltre glaciale alla sommità del Kilimangiaro si è visibilmente ritirata del 75%, e il volume del ghiaccio è adesso dell'80% in meno di quello di un secolo fa a causa sia della regressione che dell'assottigliamento. In 14 anni, dal 1984 al 1998, una porzione del ghiacciaio in cima alla montagna regrediva di 300 m (980 ft). Uno studio del 2002 ha determinato che se le attuali condizioni persistono, i ghiacciai sul Kilimangiaro potranno talvolta scomparire tra il 2015 e il 2020. Una relazione del marzo del 2005 indicava che sulla montagna è rimasto poco o niente del ghiacciaio, ed è la prima volta in 11.000 anni che porzioni rocciose della vetta rimangono esposte. I ricercatori riferirono che la regressione del Kilimangiaro era dovuta a una combinazione tra l'aumento della sublimazione e la diminuzione di precipitazioni nevose.
Il ghiacciaio Furtwängler è situato in prossimità della vetta del Kilimangiaro. Tra il 1976 e il 2000, l'area del ghiacciaio Furtwängler venne ridotta quasi alla metà, da 113000 m² a 60000 m². Durante la ricerca sul campo condotta all'inizio del 2006, gli scienziati scoprirono un grande buco in prossimità del centro del ghiacciaio. Si era previsto che questo buco, che si estendeva attraverso il ghiacciaio rimasto (spesso 6 m) fino alla roccia sottostante, sarebbe cresciuto entro il 2007 fino a dividere il ghiacciaio in due parti.
A nord del Kilimangiaro si trova il Monte Kenya, il quale con i suoi 5 199 m (17 057 ft) è la seconda vetta più alta del continente africano. Il Monte Kenya ha un certo numero di piccoli ghiacciai che hanno perso almeno il 45% della loro massa fin dalla metà del XX secolo. Secondo una ricerca redatta dalla U.S. Geological Survey (USGS), c'erano diciotto ghiacciai in cima al Monte Kenya nel 1900, e nel 1986 ne rimanevano soltanto undici. L'area totale coperta dai ghiacciai era di 1,6 km² nel 1900; tuttavia dal 2000 ne rimase soltanto circa il 25%, vale a dire 0,4 km². A ovest del monti Kilimangiaro e Kenya, la Catena del Ruwenzori si innalza a 5 109 m (16 762 ft). L'evidenza fotografica di questa catena montuosa indica una marcata riduzione delle zone ricoperte dal ghiaccio nell'ultimo secolo. In 35 anni, tra il 1955 e il 1990, i ghiacciai sulla Catena del Ruwenzori regredirono di circa il 40%. Si prevede che a causa della loro vicinanza all'umidità pesante della regione del Congo, i ghiacciai della Catena del Ruwenzori possano regredire a un tasso più lento di quelli del Kilimangiaro o del Kenya.

### Sud America
Uno studio effettuato dai glaciologi su due piccoli ghiacciai del Sud America rivela un'altra regressione. Più dell'80% di tutto il ghiaccio nelle Ande settentrionali è concentrato sui picchi più alti in piccoli ghiacciai approssimativamente delle dimensioni di 1 km². Un'osservazione effettuata dal 1992 al 1998 sui ghiacciai Chacaltaya in Bolivia e sull'Antizana in Ecuador indicavano una perdita tra i 0,6 m (2,0 ft) e 1,9 m (6,2 ft) di ghiaccio l'anno per ogni ghiacciaio. I dati per il Ghiacciaio Chacaltaya mostrano una perdita del 67% del suo volume e il 40% del suo spessore lungo lo stesso periodo di tempo. Il Chacaltaya dal 1940 ha perso il 90% della sua massa e si prevede sparisca talvolta del tutto tra il 2010 e il 2015. Ancora la ricerca rivela che, dalla metà degli anni '80, la velocità di ritiro per entrambi questi ghiacciai sia andata aumentando. In Colombia, i ghiacciai in cima al Nevado del Ruiz hanno perduto negli ultimi 40 anni più di metà della loro area. Più a sud, in Perù, le Ande, con un'altitudine complessiva più elevata, hanno approssimativamente 722 ghiacciai che coprono un'area di 723 km². La ricerca in questa regione è meno estesa, ma indica comunque un totale ritiro glaciale del 7% tra il 1977 e il 1983. Quella di Quelccaya è la cappa di ghiaccio tropicale più grande al mondo, e tutti i suoi ghiacciai di sbocco si stanno ritirando. Nel caso del ghiacciaio Qori Kalis, che è il principale ghiacciaio di sbocco del Quelccayas, durante un periodo di tre anni (dal 1995 al 1998) il tasso di regressione annuale è arrivato a 155 m (509 ft). La fusione del ghiaccio ha formato dal 1983 un grande lago alla fronte del ghiacciaio, e il suolo nudo è stato esposto per la prima volta dopo migliaia di anni.

### Oceania
Sulla grande isola della Nuova Guinea vi è l'evidenza fotografica della regressione glaciale massiva fin da quando la regione venne per la prima volta esplorata in modo esteso tramite l'aeroplano agli inizi degli anni '30. A causa della posizione dell'isola, situata nella zona tropicale, non vi è nessuna o quasi nessuna variazione stagionale per quanto riguarda la temperatura. La posizione tropicale ha un livello prevedibilmente stabile di precipitazioni piovose e nevose, così come una coltre di nuvole per tutto l'anno, e non vi è stato alcun cambiamento notevole nella quantità di umidità caduta nel corso del XX secolo. La cappa di ghiaccio di 7 km² sul Puncak Jaya è la più grande dell'isola e dal 1936 da una massa più grande si è ritirata fino a formare diversi corpi minori. Di questi ghiacciai minori, la ricerca tra il 1973 e il 1976 ha mostrato la regressione per il ghiacciaio Meren di 200 m (660 ft) mentre il Carstensz ne perse 50 m (160 ft).
Il Northwall Firn, un altro grande resto della cappa di ghiaccio che una volta era in cima al Puncak Jaya, si è diviso dal 1936 in diversi ghiacciai separati. I dati di ricerca presentati nel 2004 dall'IKONOS sui ghiacciai della Nuova Guinea forniscono un drammatico aggiornamento. Le immagini indicavano che in due anni, dal 2000 al 2002, il Northwall Firn orientale aveva perso il 4,5%, il Northwall Firn occidentale il 19,4% e il Carstensz il 6,8% della loro massa. I ricercatori hanno anche scoperto che, talvolta tra il 1994 e il 2000, il ghiacciaio Meren spariva completamente. Separato dai ghiacciai del Puncak Jaya, si conosceva l'esistenza di un'altra piccola cappa di ghiaccio sulla sommità del Puncak Trikora talvolta completamente sparita tra il 1939 e il 1962.

## Effetti ambientali
La continua regressione dei ghiacciai avrà un certo numero di diversi impatti quantitativi. Nelle regioni fortemente dipendenti dal deflusso dei ghiacciai, che fondono durante i mesi estivi più caldi, il persistere della regressione alla fine esaurirà il ghiaccio glaciale riducendone sostanzialmente o addirittura eliminandone il deflusso. Una sua riduzione influenzerà la capacità di irrigare colture e diminuirà la portata dei corsi d'acqua in estate necessari a riempire gli invasi delle riserve d'acqua potabile. Questa situazione è particolarmente grave per l'irrigazione nel Sud America, dove i numerosi laghi artificiali vengono riempiti quasi esclusivamente dalla fusione glaciale. Anche le nazioni dell'Asia centrale sono state storicamente dipendenti dall'acqua di disgelo stagionale dei ghiacciai per l'irrigazione e l'approvvigionamento potabile. Inoltre, in Norvegia, nelle Alpi e nel Pacifico Nord-occidentale del Nord America, il deflusso del ghiacciaio è importante per produrre energia idroelettrica.
A questa regressione si è cercato di porre rimedio rallentando in qualche modo la perdita dei ghiacciai alpini. Per ritardare la fusione dei ghiacciai in uso da alcune stazioni sciistiche austriache, parte dei ghiacciai Stubai e Pitztal sono stati parzialmente coperti con plastica. Anche in Svizzera vengono utilizzati teli di plastica per ridurre la fusione del ghiaccio nelle piste da sci. Mentre i ghiacciai coperti con fogli di plastica possono essere un vantaggio per le stazioni sciistiche su piccola scala, questa pratica non può essere economicamente fattibile su scala molto più vasta.
Molte specie di piante e animali acquatici (di acqua dolce e salata) dipendono dalle acque che defluiscono dai ghiacciai, le quali assicurano loro un habitat acquatico freddo al quale si sono adattati. Alcune specie di pesci d'acqua dolce necessitano di acqua fredda per poter sopravvivere e riprodursi, e questo vale soprattutto per il salmone e un tipo di trota (oncorhynchus clarkii). Il deflusso glaciale ridotto può portare a una scarsa quantità d'acqua per i corsi d'acqua, insufficiente a permettere a queste specie di prosperare. Le alterazioni nelle correnti oceaniche, causate dall'aumento degli afflussi di acqua dolce generati dalla fusione dei ghiacciai, e le potenziali alterazioni nella circolazione termoalina degli oceani in tutto il mondo, possono influenzare anche la pesca dalla quale diverse popolazioni umane dipendono.
La potenzialità di un maggiore innalzamento del livello del mare dipende principalmente da una consistente fusione delle cappe di ghiaccio polari della Groenlandia e dell'Antartide, essendo queste le zone dove è situato la maggior parte del ghiaccio. Se tutto il ghiaccio delle calotte polari venisse a fondersi, gli oceani del mondo si innalzerebbero di circa 70 m. Sebbene precedentemente si pensasse che le calotte polari non possano contribuire pesantemente all'innalzamento del livello marino (IPCC 2007), studi recenti hanno confermato che sia l'Antartide che la Groenlandia stanno contribuendo con 0,5 mm ogni anno all'innalzamento del livello globale marino (Cazenave et al. 2009, Velicogna 2009). Il fatto che la stima fatta dall'IPCC non includa nelle loro previsioni il rapido scioglimento delle calotte polari, rende difficile accertare una valutazione plausibile sull'innalzamento del livello marino, ma i recenti studi hanno ritenuto comunque che il minimo innalzamento del livello marino sarà intorno a 0,8 metri entro il 2100 (Pfeffer et al. 2008).
Lo scioglimento dei ghiacciai comporta anche il rischio che antichi batteri e virus rimasti congelati nel ghiaccio possano tornare ad essere un pericolo.

### Retroazioni climatiche
Lo scioglimento dei ghiacci planetari comporta diversi processi retroattivi sul clima:
- retroazione onde-ghiaccio
- retroazione ghiaccio-albedo
- retroazione dell'arretramento del limite delle nevi perenni
- retroazione dello scioglimento delle calotte polari
- retroazione dei fiumi artici
- retroazione del carbonio nero
- retroazione dell'acidificazione degli oceani
- retroazione del rilascio del metano intrappolato sotto i permafrost
- retroazione del rimbalzo post glaciale
- retroazione della corrente a getto polare